# Deep Purple
Deep Purple es una banda británica de hard rock fundada en 1968 en Hertford, Reino Unido. La banda es considerada como una de las mejores y pionera de dicho género, además de influir a futuras bandas de rock y heavy metal junto a Black Sabbath y Led Zeppelin. Su música ha incorporado elementos del rock progresivo, rock sinfónico, rock psicodélico, blues rock, funk rock, y música clásica.
En su historia, Deep Purple ha vendido más de 150 millones de discos en todo el mundo.
La banda ha sufrido múltiples cambios en su formación a lo largo de las décadas, incluso permaneciendo inactiva desde julio de 1976 hasta su reunión en abril de 1984. Sus cuatro primeras alineaciones son a menudo etiquetadas como "Mark I", "II", "III" y "IV". La "Mark II", formada por Ian Gillan (voz), Ritchie Blackmore (guitarra), Jon Lord (teclados), Ian Paice (batería) y Roger Glover (bajo), es considerada la alineación más exitosa, y la que mayores ventas ha cosechado, la cual se mantuvo activa desde 1969 a 1973, de 1984 a 1989, y nuevamente de 1992 a 1993, cuando la relación entre Blackmore y el resto de los músicos se volvió insostenible. Después, su alineación hasta el verano de 2022, que contó con Steve Morse en lugar de Blackmore y con Don Airey en lugar del fallecido Jon Lord, estuvo en activo desde 2002. Sin embargo, la formación de Deep Purple volvería a sufrir cambios el 23 de julio de 2022 debido a la marcha de Steve Morse, quien en un extenso comunicado dio a conocer su salida definitiva del grupo para poder dedicarse por completo a cuidar a su esposa enferma de cáncer.
El grupo fue considerado "la banda más ruidosa del planeta" por el libro Guinness de los récords en la edición de 1974 a raíz del concierto que realizaron en el Rainbow Theatre de Londres, el 30 de junio de 1972, en el cual alcanzaron 117 decibelios.
En 2013 una encuesta realizada por la emisora de radio británica Planet Rock situó a Deep Purple en el 5.º lugar de las "bandas más influyentes de la historia".

## Historia

### Los comienzos: Roundabout (1967-1968)
En 1967, Chris Curtis, el antiguo baterista de "The Searchers", contactó con Tony Edwards, un empresario londinense, para pedirle que fuera el representante del nuevo grupo que había ideado, y que iba a llamarse Roundabout, debido a que los músicos iban a entrar y salir de él, conformando una especie de grupo abierto, con cambios cíclicos en su formación, como si estuvieran en una rotonda (roundabout significa "rotonda" en inglés). Interesado en el plan, Edwards aceptó financiar la banda junto a dos compañeros de negocios: John Coletta y Ron Hire. Los tres formaban HEC Enterprises.
El primer músico en ser reclutado fue el teclista de corte clásico Jon Lord. Lord había tocado en "The Artwoods", cuyo líder Art Wood es hermano de Ronnie Wood, el actual guitarrista de los "Rolling Stones". El siguiente en unirse al grupo fue Ritchie Blackmore, un guitarrista de sesión al que tuvieron que convencer para regresar de Hamburgo, Alemania, en donde se hallaba para realizar una audición para otra banda. Poco después Curtis abandonó el proyecto, pero tanto HEC Enterprises como Lord y Blackmore decidieron continuar.
Para el puesto de bajista, Lord recomendó a su amigo de la infancia Nick Simper, con quien había coincidido en una banda llamada The Flower Pot Men, y que era también exmiembro de "Johnny Kidd & The Pirates". La alineación se completó con el vocalista Rod Evans y el baterista Ian Paice. El grupo había decidido elegir un nombre después de que cada miembro escribiera uno en un tablero durante los ensayos. Uno de los nombres que barajaron fue "Concrete God" ("Dios de Hormigón"), pero la banda pensó que asumirlo era un poco radical. Tras una pequeña gira por Dinamarca, Blackmore sugirió otro nombre para el grupo: "Deep Purple", título de la canción favorita de su abuela. La primera actuación de la banda con su nuevo nombre se produjo en Tastrup, Dinamarca, el 20 de abril de 1968.

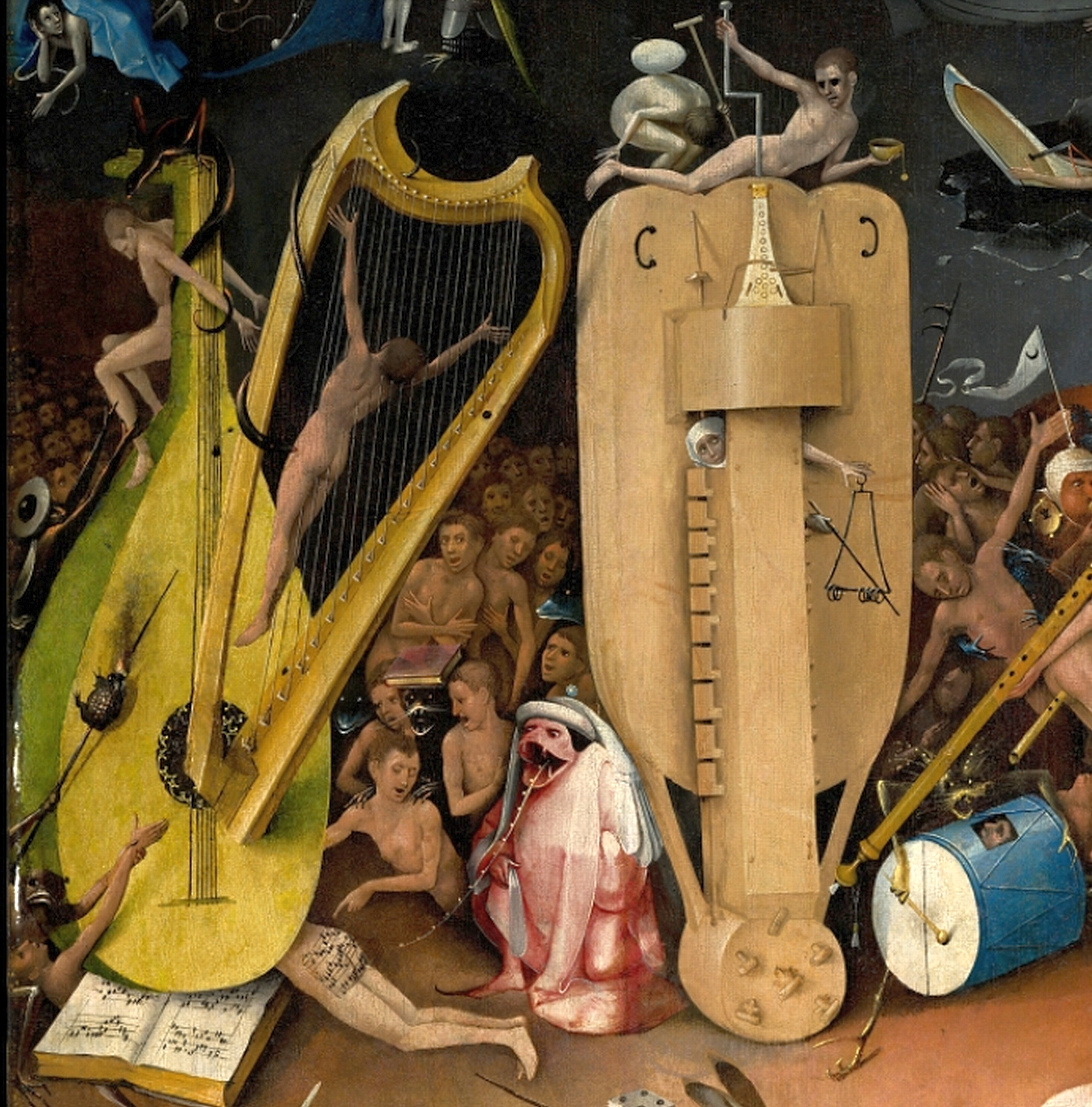
Detalle de la obra "El jardín de las delicias", de Hieronymus Bosch, elegido como carátula del tercer álbum. Los músicos aparecían semi ocultos en la pintura.

### Mk I: consolidación (1968-1969)
El 21 de abril de 1968, en los estudios Pye de Londres, grabaron su primer sencillo denominado «Hush», canción original de Joe South. El tema se lanzó por primera vez a la venta en junio de 1968 y se convirtió en un éxito, llegando al 4° puesto en Estados Unidos y al 2° en Canadá. Aun así, en el Reino Unido el sencillo pasó desapercibido. Se hizo una grabación en vídeo de la canción en donde los músicos aparecen divirtiéndose en los alrededores de una piscina, con lo que se la puede considerar el primer "videoclip" de la banda.
Tomando como ejemplo al grupo estadounidense Vanilla Fudge, Purple desarrolló un rock psicodélico con influencias de la música de Bach y Rimski-Kórsakov -en los teclados de Lord. Después del éxito de su primer sencillo la banda lanzó su primer álbum, llamado Shades of Deep Purple, en julio de 1968 en los EE. UU.. En el Reino Unido se publicó en septiembre del mismo año, y fue completamente ignorado. En este álbum debut destacan temas como «Hush», «Prelude: Happiness / I'm So Glad», «Mandrake Root», «Hey Joe» y una versión de «Help» (de The Beatles). Gracias al sencillo «Hush» y al buen recibimiento que también tuvo el disco debut en Estados Unidos, la banda se embarcó en una gira como teloneros de Cream. El éxito de la banda en los EE. UU. llamó la atención de Hugh Hefner, quien los invitó el 23 de octubre de 1968 a tocar en la Mansión Playboy para su programa de televisión "Playboy After Dark".
El siguiente álbum, The Book of Taliesyn, fue publicado en EE. UU. en octubre de 1968, casi antes, para que coincidiese con su gira de promoción, y alcanzó el puesto 38 en este país. En Reino Unido fue publicado en julio del año siguiente y volvió a pasar inadvertido. En este disco sobresalen canciones como «Anthem», la instrumental «Wring That Neck» (también conocida como «Hard Road»), «Kentucky Woman» (de Neil Diamond), o «River Deep - Mountain High», hit compuesto por Phil Spector, Jeff Barry & Ellie Greenwich, originalmente grabado por Ike & Tina Turner, y al cual Deep Purple dotó de una atmósfera épica y grandilocuente, con este álbum se consolida el sonido definitivo del grupo.
Su tercer álbum, simplemente titulado Deep Purple, fue editado en junio de 1969 en los EE. UU. Fue publicado en el Reino Unido en noviembre de ese mismo año, pero la crítica de su país natal continuó ignorándolos. La portada del álbum es una sección del panel derecho del tríptico llamado El jardín de las delicias del pintor neerlandés El Bosco. En este álbum son relevantes canciones como la sinfónica y extensa «April», «The Painter», «Blind», «Bird Has Flown», o «Lalena» (de Donovan).
Tras continuas giras por América del Norte, la compañía Tetragrammaton Records, encargada de la edición de sus álbumes en EE.UU, se disolvió por motivos económicos y dejó a Deep Purple sin dinero y con un futuro incierto. Sin embargo, Warner Bros. Records asumió las deudas de Tetragrammaton y publicó en los Estados Unidos los futuros trabajos que la banda grabaría en los años 1970. En enero de 1969, Deep Purple regresó a Gran Bretaña y grabó una canción llamada «Emmaretta», que editaron como sencillo. El título proviene del nombre de una de las bailarinas del musical Hair, a quien Evans trataba de seducir.
Blackmore no estaba satisfecho con el trabajo de Evans como vocalista, y por ello contactó con su amigo Mick Underwood, baterista del grupo "Episode Six", quien le recomendó a su compañero Ian Gillan. Con la idea de contratar a Gillan, Blackmore y Lord acudieron a un concierto de Episode Six, y al finalizar la actuación, ambos miembros fueron a hablar con el vocalista para convencerle de que se uniera a Deep Purple, pero Gillan puso como condición que también se incorporase el bajista Roger Glover. Esta proposición encajaba con los planes de Lord y Blackmore, ya que Evans y Simper eran buenos amigos y la salida de uno propiciaría mal ambiente en el seno del grupo. Glover no estaba seguro de qué opción escoger, puesto que era el principal compositor de Episode Six, y su marcha provocaría el fin de la banda. Además, no confiaba en las posibilidades de éxito de Deep Purple, ya que en el Reino Unido no eran aún muy conocidos. Finalmente, Glover decidió unirse a la nueva banda, lo que provocó el final de Episode Six y el despido de Simper de Deep Purple.
La nueva alineación (Blackmore, Gillan, Glover, Lord, Paice) tuvo su concierto debut en el "The Speakeasy Club" de Londres el 10 de julio de 1969. Además, el primer trabajo publicado por esta nueva formación fue el sencillo Hallelujah, que contó con un videoclip en el que había algunos efectos psicodélicos en la parte final del tema, lo cual era costumbre en esa época.
La nueva formación lanzó un álbum en vivo en diciembre de 1969 en los EE. UU. titulado Concerto for Group and Orchestra, y en enero de 1970 se edita en el Reino Unido. Esta vez la banda consigue un éxito absoluto en su país de origen. El álbum es un concierto de música clásica compuesto por Jon Lord y dividido en tres movimientos. Fue interpretado el 24 de septiembre de 1969 en el Royal Albert Hall de Londres, con participación de la Orquesta Filarmónica Real dirigida por Malcolm Arnold. Este disco fue uno de los primeros en presentar a una banda de rock tocando con una orquesta, aunque en aquel entonces algunos miembros del grupo (como Gillan y Blackmore) tenían en mente desarrollar un estilo más orientado hacia el Hard rock. A pesar de esto, Lord compuso Gemini Suite, que la banda interpretó en directo en 1970, siendo otra fusión entre rock y música clásica, estilo que Lord desarrollaría a lo largo de los años, sobre todo a través de discos en solitario.

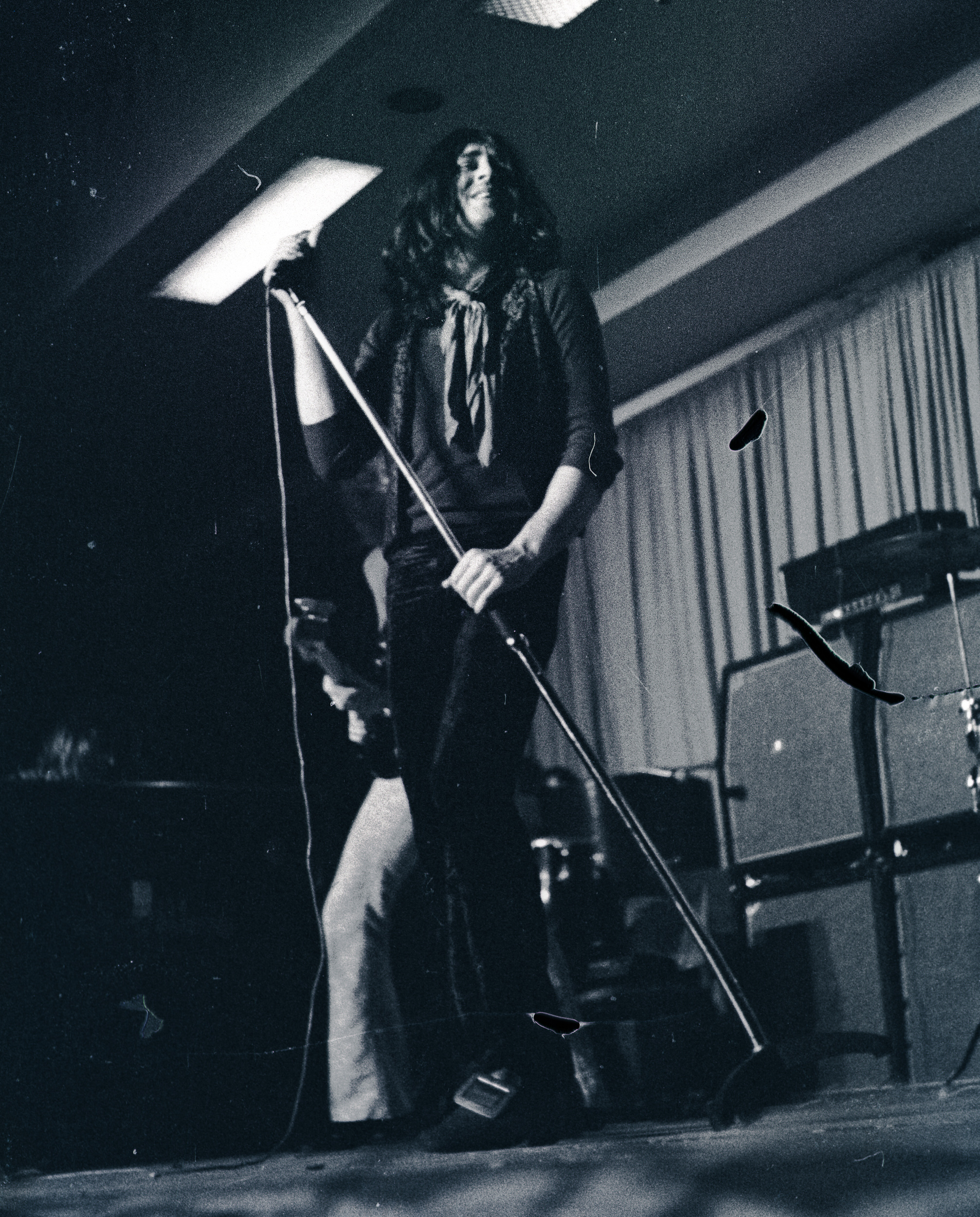
El "Mark II" con Ian Gillan durante un concierto, 1970.

### Mk II: Gillan-Glover (1969-1973)
En junio de 1970 sale al mercado el cuarto disco de estudio y el primero con la nueva alineación titulado Deep Purple in Rock, que marcó el cambio definitivo del sonido de Deep Purple, pasando de ser una banda pop rock con toques psicodélicos y progresivos -en donde algunos de sus mayores éxitos eran versiones de otros grupos-, a ser una de las formaciones de hard rock más sólidas del momento. Blackmore y Glover coinciden en reconocer la influencia e inspiración que tuvieron los dos primeros álbumes de Led Zeppelin para tal cambio de sonido. En Deep Purple in Rock se encuentran canciones clave dentro de la historia del grupo, como «Child in Time», «Speed King», «Hard Lovin' Man», «Bloodsucker», «Into The Fire» o el sencillo «Black Night», que alcanzó el segundo puesto en las listas del Reino Unido. La banda aprovechó el éxito del álbum para iniciar una larga gira por el norte de Europa.
El 9 de agosto de 1970, durante la gira del álbum In Rock, se produjo un polémico incidente entre Deep Purple y Yes en el marco de la Décima edición del National Jazz & Blues Festival en Plumpton, Reino Unido. Los organizadores del evento decidieron que Deep Purple fuera la banda que cerrase el festival. Sin embargo, el grupo Yes se opuso y sus miembros decidieron llegar tarde para ser ellos los últimos en tocar. Deep Purple fue obligado a salir antes de tiempo y Blackmore decidió vengarse. Así, durante el último tema de Deep Purple, una versión de «Paint It Black» de los Rolling Stones, Ritchie ordenó a su roadie que vaciara combustible a los equipos. Luego les prendió fuego dejando los sistemas de audio totalmente dañados mientras tocaba en medio de las llamas. Cuando subió el grupo Yes, los organizadores habían cambiado los equipos dañados, pero aun así fueron eclipsados por la presentación de Deep Purple.
El punto más alto de la gira de In Rock tuvo lugar el 21 de agosto de 1970, cuando tocaron en directo en la cadena televisiva Granada TV, de Mánchester, Reino Unido. Bajo la dirección de John Sheppard y la producción de John Hamp, la cadena británica grabó una de las actuaciones más emblemáticas de la banda en donde realizaron una notable interpretación de 4 temas: «Speed King», «Child in Time», «Wring That Neck» y «Mandrake Root». La grabación se editó en formato VHS en octubre de 1990 bajo el nombre de Doing Their Thing. Las improvisaciones y la crudeza del sonido convierten a esta actuación en una de las muestras más importantes del sonido de Deep Purple a lo largo de la historia.
El LP Fireball fue publicado en julio de 1971 en EE. UU. y Canadá, mientras en septiembre se editó en el continente europeo. El disco alcanzó el Top 40 de los charts estadounidenses y el primer puesto en las listas británicas. El nuevo álbum tenía temas sobresalientes como «Fireball», «Demon's Eye», «The Mule» y «No No No». Los sencillos editados, «Strange Kind of Woman» y «I'm Alone», fueron un éxito, pero no se incluyeron en el álbum original. También en julio se embarcaron en una gira por Norteamérica junto a la banda The Faces de Rod Stewart y Ron Wood. El éxito obtenido les otorgó la solidez suficiente para crear en octubre de ese mismo año su propio sello discográfico: "Purple Records".
Todo iba por buen camino para los miembros de Deep Purple, a excepción de Roger Glover, quien extrañamente comenzó a sufrir intensos dolores estomacales, problemas que fueron incrementándose hasta el punto de poner en riesgo las presentaciones de la banda. Blackmore, que observaba la situación como un espectador más, en una ocasión tras el escenario, mientras Glover se retorcía de dolor, atinó a comentarle si sería capaz de sobrellevar esos dolores mientras estaban actuando. Fue tal el problema que en una oportunidad Glover fue reemplazado en el bajo por Chas Hodges, antiguo compañero de Blackmore en la banda The Outlaws. Ni los doctores pudieron aplacar el malestar del bajista, quien finalmente tras unas sesiones de hipnoterapia pudo solucionar el problema. Todo se debía a una tensión subconsciente.[cita requerida]
El 3 de diciembre de 1971 la banda llegó a Montreux, Suiza, para comenzar con las sesiones de grabación de su próximo álbum, las cuales se llevarían a cabo en un casino de dicha ciudad. Al otro día, el 4 de diciembre, mientras se presentaban Frank Zappa & The Mothers of Invention, una persona lanzó una bengala generando un incendio que arrasó completamente el casino. Este desafortunado incidente obligó a Deep Purple a alquilar un hotel vacío por temporada para comenzar las sesiones de grabación de su nuevo álbum. En esta tarea utilizaron el estudio de grabación móvil de The Rolling Stones. Durante el proceso de grabación, mientras recordaban cómo se había quemado el casino, crearon el tema «Smoke on The Water», cuya letra narra lo sucedido.
El álbum titulado Machine Head fue lanzado en marzo de 1972 y se convirtió en su disco de estudio de mayor éxito comercial. Contiene varios de sus himnos más reconocidos, como la hiperpopular «Smoke on the Water», «Highway Star», «Space Truckin'», «Lazy», «Pictures of Home» y «Never Before». El tema «Smoke on the Water» fue editado como sencillo en mayo de 1973 y alcanzó el 4° lugar en los EE. UU. y el 2° puesto en Canadá.
Se sucedieron los conciertos en directo en monstruosas giras, tocando durante 44 semanas seguidas, sólo superados por sus homólogos Led Zeppelin.[cita requerida] Machine Head es un álbum tan completo que cada uno de sus temas ha sido ejecutado en algún concierto de Deep Purple a lo largo de los años.
Aunque la banda había llegado a la cima del éxito, las extensas giras, el cansancio físico y el estrés provocaron dificultades en las relaciones internas, puntualmente entre Ritchie Blackmore e Ian Gillan, grandes amigos en un principio. La fama estaba cobrando sus víctimas dentro de Deep Purple a raíz de los egos personales, y por mantener el control absoluto dentro de una banda que cada día se hacía más grande. Es precisamente en este periodo que Ian Gillan decide ponerle el punto final a su participación como miembro del grupo, partida que debió posponer casi por un año, debido a los contratos previos que la banda tenía, aunque a pesar del impacto que produciría su partida, el resto de los miembros no mostraron mayor preocupación. Esta actitud solo acrecentó el abismo que ya había entre Ian Gillan y el resto de los miembros. A pesar de estos problemas, en agosto de 1972 la banda se embarca en una gira por Oriente, la cual queda registrada en el afamado álbum en vivo Made in Japan. Este disco se publicó en diciembre de 1972 en el Reino Unido y en abril de 1973 en los EE. UU.

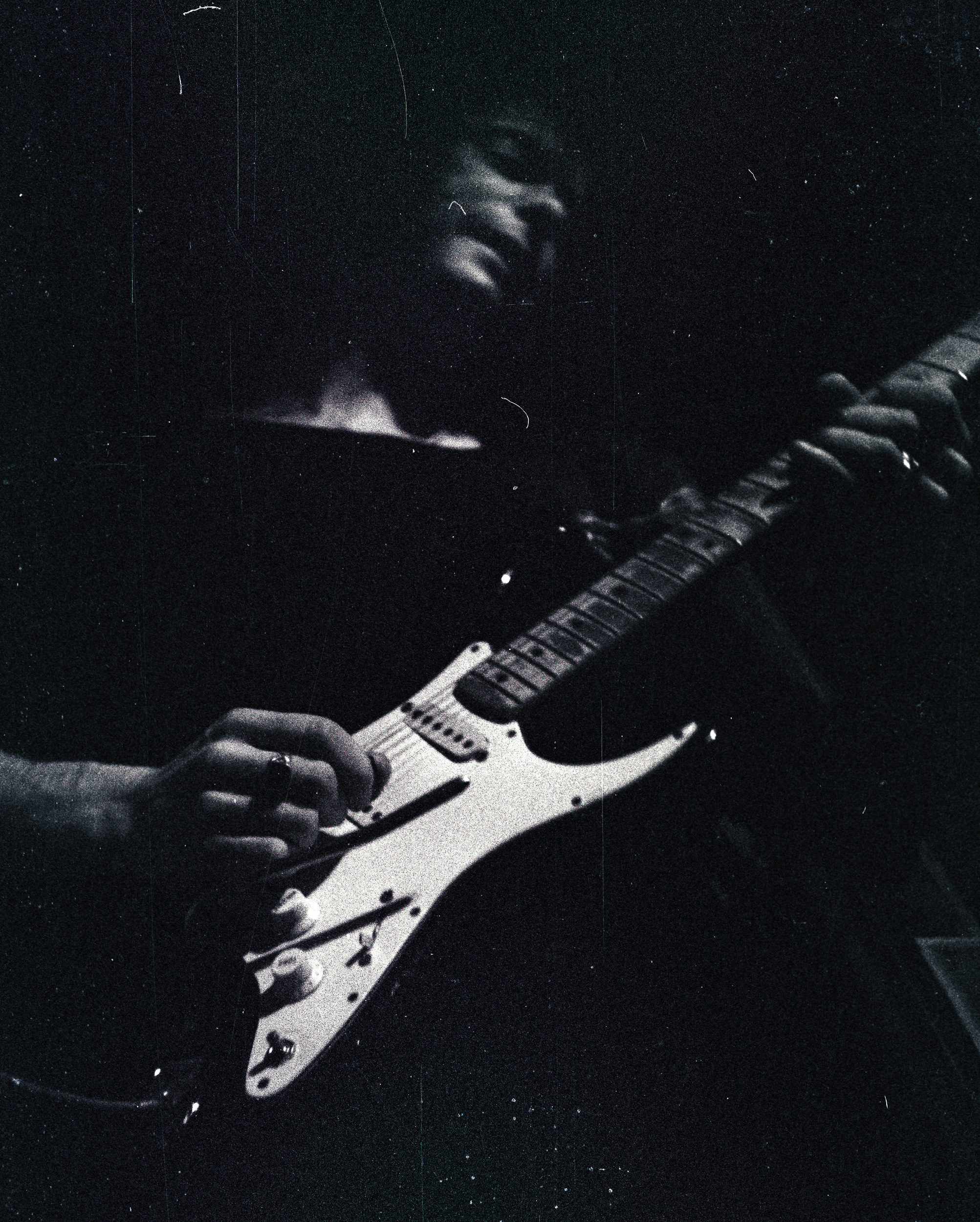
Ritchie Blackmore durante un show en Alemania, en los años dorados del grupo.

Made in Japan eleva a Deep Purple al hiperespacio de la fama, mientras los críticos musicales se rinden a sus pies. El análisis que realizó el periodista John Tiven, de la revista Rolling Stone, fue contundente al respecto: "...todos los solos en Made in Japan son técnicamente superiores a la mayoría de instrumentales melodramáticos que uno escucha de bandas supuestamente más importantes". (...all of the solos on Made In Japan are technically superior to most instrumental melodramatics one hears from supposedly more serious bands).
Entre estas extensas giras y pequeños descansos, graban lo que sería el último disco de estudio de la formación Mark II: Who Do We Think We Are. Este disco fue editado en enero de 1973 en los EE. UU. y en febrero en el Reino Unido. De este álbum sobresalen temas como «Woman from Tokio», «Rat Bat Blue», y las sarcásticas «Mary Long» y «Smooth Dancer». Las canciones del nuevo disco no son tocadas en vivo, excepto «Mary Long», debido a que no cuentan con el tiempo suficiente para ensayarlas, por esta razón solo interpretan material antiguo. Así llega el 29 de junio de 1973 y, tras esta última presentación junto a la banda en Osaka, Japón, Ian Gillan finalmente abandona Deep Purple. Tras su salida de la banda, Gillan se retira momentáneamente del mundo de la música; sin embargo, en 1975 reaparece en un show en vivo, junto a Roger Glover.
Ya con Gillan fuera de la banda, el bajista Roger Glover, a pesar de su solvencia y calidad musical, es despedido por Blackmore sin motivos justificables, lo cual lo dejaría con una profunda depresión. Tras superar este episodio comenzaría una carrera como productor musical de artistas como Status Quo, Elf, Ian Gillan Band, Nazareth o Judas Priest. En el año 1974 edita su primer álbum en solitario titulado The Butterfly Ball, obra basada en un libro infantil del mismo nombre, en donde cuenta con la colaboración de David Coverdale, Glenn Hughes, Mickey Lee Soule y Ronnie James Dio, entre otros. [¿cuál?] Ian Gillan colaboró en la presentación en vivo de esta obra en el Royal Albert Hall de Londres. Luego vendrían otras producciones de Glover: Elements de 1978, The Mask de 1984 y Snapshot de 2002.
Más tarde, Roger Glover se reconcilió con Ritchie Blackmore y juntos estuvieron en Rainbow desde 1979 a 1984. En 1988 editó un álbum junto a Ian Gillan, titulado Accidentally On Purpose.
Ian Gillan, por su parte, reaparece discográficamente en la escena musical en el año 1976, con su grupo Ian Gillan Band, orientado a la fusión de hard rock y jazz rock. El primer álbum lo denominó Child in Time (1976), mientras que al año siguiente lanzó el segundo disco, Clear Air Turbulence, seguido de Scarabus, también en 1977.
Finalmente, edita Live at the Budokan, originalmente lanzado en Japón, a través de dos LP: volumen 1 en 1977 y volumen 2 en 1978.
Posteriormente, Ian Gillan decide que debe volver al hard rock, y por esta razón cambia el nombre de la banda a Gillan y contacta con músicos más orientados a este tipo de música. La nueva agrupación edita el álbum Gillan que una vez más aparece sólo en Japón (también conocido como The Japanese Álbum) en 1978.
Para el mercado internacional llegarían los álbumes Mr. Universe en 1979 y Glory Road en 1980. Estos dos últimos discos son un éxito y catapultan a la banda al estrellato. Sin embargo, justo en este momento en que la banda se está consolidando musicalmente, Ian Gillan recibe una desagradable noticia: debe cancelarlo todo y someterse lo antes posible a una operación. La causa: nódulos en sus cuerdas vocales. Todo el trabajo realizado hasta ahora se echa a perder.
Una vez recuperado edita los álbumes Future Shock en 1981, el doble Double Trouble en 1981 estos dos últimos también con muy buenas críticas y excelente recepción de los fanáticos, y finalmente Magic en 1982. En este momento Ian es llamado por los miembros de Black Sabbath que le piden que entre en la formación como vocalista. Con los Sabbath editan el álbum Born Again, de 1983.
Volviendo a la crisis interna en Deep Purple, con la salida voluntaria de su vocalista y obligatoria de su bajista, las gestiones para conseguir sus reemplazos no se hicieron esperar.

### Mk III: Coverdale y Hughes (1974-1975)
Una vez separados Gillan y Glover de Deep Purple, Blackmore tuvo completa libertad para poner en marcha su visión musical y renovar la banda, planeando una combinación vocal única entre el cantante Paul Rodgers, del grupo Free, y el extraordinario Glenn Hughes del power trio Trapeze, en el bajo y las voces. Rodgers no aceptó el puesto ofrecido, por lo que es reclutado en agosto de 1973 el prácticamente desconocido David Coverdale, de registro similar al de Rodgers.
La nueva alineación de la banda fue presentada a los medios el 23 de septiembre de 1973 en el Castillo de Clearwell. En febrero de 1974 sale al mercado el álbum Burn, que incluye canciones como la homónima «Burn», «Mistreated», «You Fool No One», «Might Just Take Your Life» o «Lay Down, Stay Down», temas que se convirtieron en nuevos clásicos de la banda y también le ayudaron a conseguir mayor popularidad. Aunque todavía en la senda del rock duro, Burn incluye ritmos más marcados de Blues, Soul y Rhythm & blues, tendencias aportadas por la influencia de los dos nuevos integrantes.
La primera gira estadounidense de la nueva alineación tuvo su punto más alto el 6 de abril de 1974 en el Festival California Jam, el cual contó con la mayor audiencia en la historia de Deep Purple, con una asistencia estimada en 260.000 personas. Esta gigantesca cantidad de público fue reunida en la pista de carreras Ontario Motor Speedway, de California, EE. UU..
Deep Purple llegó a California en su propio jet, el Starship, con el nombre del grupo pintado en los costados del avión. Esta fue la primera vez que una banda principal llegó a un festival de música en su propia aeronave. Para disfrutar de mayor comodidad Ritchie Blackmore colocó su helicóptero privado a disposición de sus compañeros de grupo.
Otro récord establecido en el California Jam fue la utilización del sistema de sonido más grande y potente hasta ese momento debido a las demandas de Deep Purple, que eran identificados como la "banda más ruidosa del mundo" por el Libro Guinness de los Récords. Además, por primera vez en la historia de un festival de música, se utilizó un dirigible que sobrevoló el lugar realizando varias filmaciones aéreas.
De acuerdo con el programa, Deep Purple cerraba el concierto, pero en el último minuto los productores modificaron el orden de actuación de los grupos, dejando a Emerson, Lake & Palmer para el final. Esto desató la ira de Ritchie Blackmore, que se lo tomó como una humillación para su banda, y se encerró en su camerino durante dos horas, negándose a salir al escenario. La productora los amenazó con sacarlos del espectáculo, sin embargo, la banda envió a uno de sus roadies al escenario quien tomó el micrófono y señaló que tenían problemas técnicos pero que Deep Purple pronto actuaría. Esto puso a la cadena ABC entre la espada y la pared ya que tuvieron que esperar a que la banda saliera cuando ellos querían, es decir, al empezar el anochecer. Durante ese periodo Blackmore planeó la venganza contra los productores del festival la cual fue la misma que hizo en 1970 con el grupo Yes.
Ritchie le encargó a su roadie personal que bañara de gasolina varias de las etapas de amplificación y, cuando la banda estaba interpretando el último tema (Space Truckin'), Blackmore dio la señal a su roadie para que prendiera fuego a los amplificadores. Además, inutilizó una cámara de TV de la cadena ABC golpeándola con el mástil de su guitarra, lanzó esta última al público y destrozó varios amplificadores tirándolos al foso del escenario. Mientras Blackmore estaba haciendo su "particular" espectáculo, el resto de la banda seguía tocando en medio del intenso humo del fuego y las explosiones de los equipos, lo cual marcó el punto álgido del show. Esto fue del agrado de muchos fanáticos que, creyendo formaba parte del espectáculo, aplaudieron los incidentes. Después del concierto la banda tuvo que realizar una espectacular huida en helicóptero para evitar ser detenidos por la policía.
En septiembre de 1981, la actuación de Deep Purple en el Festival California Jam fue lanzada a la venta en formato VHS y LaserDisc siendo la primera película de un concierto musical de larga duración que lograba esta hazaña. En formato DVD se editó en el año 2005. La versión en DVD se tituló Live in California 74, y por primera vez se presentó el concierto completo incorporando el tema «Lay Down, Stay Down», que había quedado fuera de la edición en VHS.
Esta actuación de Deep Purple se convirtió en "objeto de culto" debido al impecable trabajo del grupo y además, por registrar íntegramente la venganza de Blackmore contra los productores del evento.
Paulatinamente, la orientación musical del grupo empezó a escapar al control de Blackmore; las tendencias funk de Hughes empezaron a ganar terreno, y este proceso llevó a la grabación de otro álbum, a finales del verano de 1974. Cuando la petición de Blackmore de incluir una versión de una vieja canción del grupo Quatermass, titulada «Black sheep of the family» fue desoída, el guitarrista terminó ocupando un lugar secundario en el estudio, comenzando a idear un futuro fuera de Purple.
El álbum Stormbringer fue editado en noviembre de 1974 y tomó forma mezclando rock, soul y funk de una manera muy adelantada a su tiempo. En este disco destacan los temas «Stormbringer», «Soldier of Fortune», «Lady Double Dealer», «Hold On» y «You Can't Do It Right (With the One You Love)».

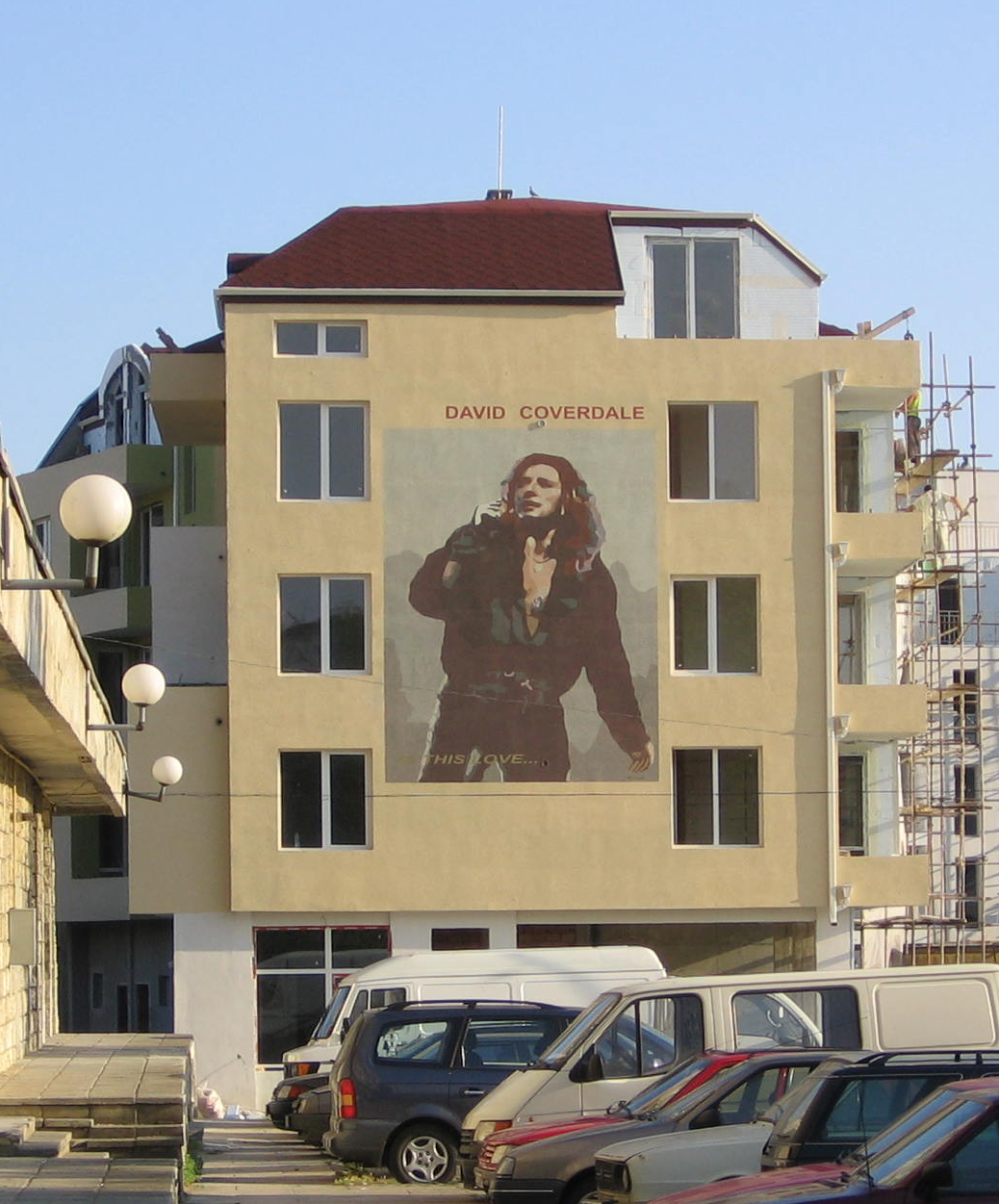
Mural de David Coverdale en Kavarna, Bulgaria.

Deep Purple se embarca en una pequeña gira europea en marzo de 1975, pero la banda ya sabía que Blackmore estaba decidido a abandonar el barco. Dentro del contexto de la Guerra Fría, el 16 de marzo de 1975, se convierten en la primera banda de un país capitalista occidental en tocar en Yugoslavia en el concierto que realizaron en su capital Belgrado.
El 7 de abril, en el Palais des Sports de París, la tercera alineación de Deep Purple da su último concierto.
Blackmore, ya desvinculado de Deep Purple, crea su propio proyecto: Ritchie Blackmore's Rainbow, vehículo para desarrollar un hard rock neoclásico y épico a su gusto, el cual sería el inicio del grupo Rainbow, aunque inicialmente fue un proyecto solista.
De este modo graba en 1975 el álbum homónimo: Ritchie Blackmore's Rainbow, junto a miembros de la banda estadounidense Elf (frecuente telonera de Deep Purple), entre los que estaba un por entonces casi desconocido Ronnie James Dio.
Para sorpresa de muchos, incluyendo a Lord y Paice, Coverdale y Hughes estaban decididos a continuar pese a la salida de Blackmore, con lo que empezaron a buscar nuevo guitarrista.

### Mk IV: comienzo del fin (1975-1976)
En Tommy Bolin, la banda pareció haber encontrado un guitarrista con una percepción natural para todas las direcciones musicales que se estaban introduciendo en Deep Purple. Revigorizado, el grupo se concentró en los ensayos para un nuevo álbum en junio de 1975.
A pesar de su corta edad (24 años) Bolin se había ganado un nombre como guitarrista gracias a su trabajo con músicos de Jazz como Billy Cobham, su paso por la banda James Gang y la colaboración en el álbum de Alphonse Mouzon Mind Transplant de 1975, además de sus anteriores grabaciones con su propia banda llamada Electric Zephir; con ella grabó en 1969 el álbum homónimo Zephir. En 1971 edita su segundo álbum Going Back to Colorado, y decide abandonar la banda para concentrarse en sus proyectos en solitario. Es así como en 1975 edita el álbum Teaser. Es en este periodo cuando recibe la invitación de incorporarse a Deep Purple, banda que él mismo diría no conocer, a pesar de su fama internacional.
El 10 de octubre de 1975 sale al mercado el álbum Come Taste the Band, que puso en evidencia el tremendo talento de Bolin, a pesar de ser técnica y estilísticamente diferente a Blackmore, al combinar rock, jazz y funk. El sonido que caracterizó a Deep Purple quedaba atrás; sin embargo los nuevos temas aportaban aire fresco a la banda. En este álbum destacan las canciones «You Keep on Moving», «Comin' Home», «Love Child» y «Gettin' Tighter».
La gira posterior al disco fue bastante frustrante para los miembros del grupo. La adicción a la heroína de Tommy Bolin le hacía ser bastante irregular en los conciertos comprometiendo el nombre que la banda se había ganado a lo largo de los años; evidencia de ello queda registrada en el álbum en vivo titulado Last Concert in Japan que en principio solo fue editado en ese país. La magia, la fuerza y el sonido se habían ido; por lo que solo quedaba la más dura pero inevitable alternativa: la separación.
El último concierto de Deep Purple en los años 70 se realizó el 15 de marzo de 1976, en el Liverpool Empire Theatre de Liverpool, Reino Unido. Coverdale ya se había resignado e incluso ya había hablado con su antiguo camarada de la adolescencia, Micky Moody, para iniciar un nuevo proyecto que a la postre derivaría en Whitesnake. Lord y Paice también cayeron en la cuenta de que la aventura de ocho años de Deep Purple había llegado a su final y empezaron a planear su nuevo proyecto junto al teclista y vocalista Tony Ashton. Los únicos que no estaban enterados de la separación eran Bolin y Hughes. Finalmente Deep Purple se separó el 19 de julio de 1976 y debió esperar hasta abril de 1984 para volver a reunirse.
El impacto que produjo en los fanáticos la separación del grupo favoreció la edición de nuevos álbumes por parte de su compañía discográfica. Por esta razón en octubre de 1976 se editó el disco en vivo Made in Europe el cual contiene una selección de temas de 3 conciertos realizados en abril de 1975, con la formación Mark III (Blackmore, Coverdale, Hughes, Lord y Paice).
Tras dos años de proyectos en solitario David Coverdale inició Whitesnake a principios de 1978 enrolando en sus filas a Lord y más tarde a Paice.
Glenn Hughes grabó un álbum en solitario y participó en algunas sesiones, incluyendo su performance como vocalista en el álbum Seventh Star de Black Sabbath. Superó su adicción a las drogas y retomó su carrera en solitario a principios de los noventa.
Tommy Bolin editó Private Eyes en septiembre de 1976, su segundo álbum como solista. Lamentablemente, Bolin murió el 4 de diciembre de ese mismo año en Miami, EE. UU., debido a una mezcla mortal de estupefacientes y alcohol.
En honor a Bolin la discográfica Purple Records lanzó un nuevo álbum en vivo de Deep Purple en marzo de 1977, el anteriormente mencionado Last Concert in Japan.

### Mk II: la historia continúa (1984-1989)
Tuvieron que pasar 8 años desde la última vez que Deep Purple subió a un escenario, período en el cual cada uno de sus integrantes estuvo abocado a sus proyectos personales. Rainbow, Whitesnake, Warhorse, Captain Beyond, Gary Moore Band, o Gillan; eran algunas de las bandas que albergaban a los exmiembros de Purple. No obstante y a pesar del tiempo transcurrido los rumores sobre una reagrupación no se hicieron esperar, sumado al hecho que de cuando en cuando aparecían recopilaciones en vivo de la banda, aumentando la nostalgia en los fanáticos de todo el mundo.
En 1980 una falsa re-encarnación de Deep Purple liderada por el primer vocalista de la banda, Rod Evans, apareció por los circuitos y bares de la costa oeste de los Estados Unidos interpretando temas en los cuales él no había participado en su composición, según Evans, Nick Simper (que acababa de dejar Warhorse, su banda tras salir de Deep Purple) también había sido invitado a participar, pero declinó la oferta, algo que celebra cada día de su vida. El momento más trágico fue una actuación en México cuando los fanáticos al descubrir que los miembros originales no eran los que estaban en el escenario destrozaron todo lo que encontraron en señal de protesta. Ritchie Blackmore y Roger Glover entablaron una demanda judicial en Los Ángeles, EE. UU. solicitando la prohibición del uso del nombre de la banda, y ganaron el pleito. De paso Evans es condenado a pagar una fuerte suma de dinero por los daños ocasionados al nombre del grupo. Al comprobar el juez la imposibilidad de pagar dicha suma, dictaminó la cancelación de los cobros de derechos de autor de los tres primeros álbumes del grupo donde Evans aparecía como compositor.

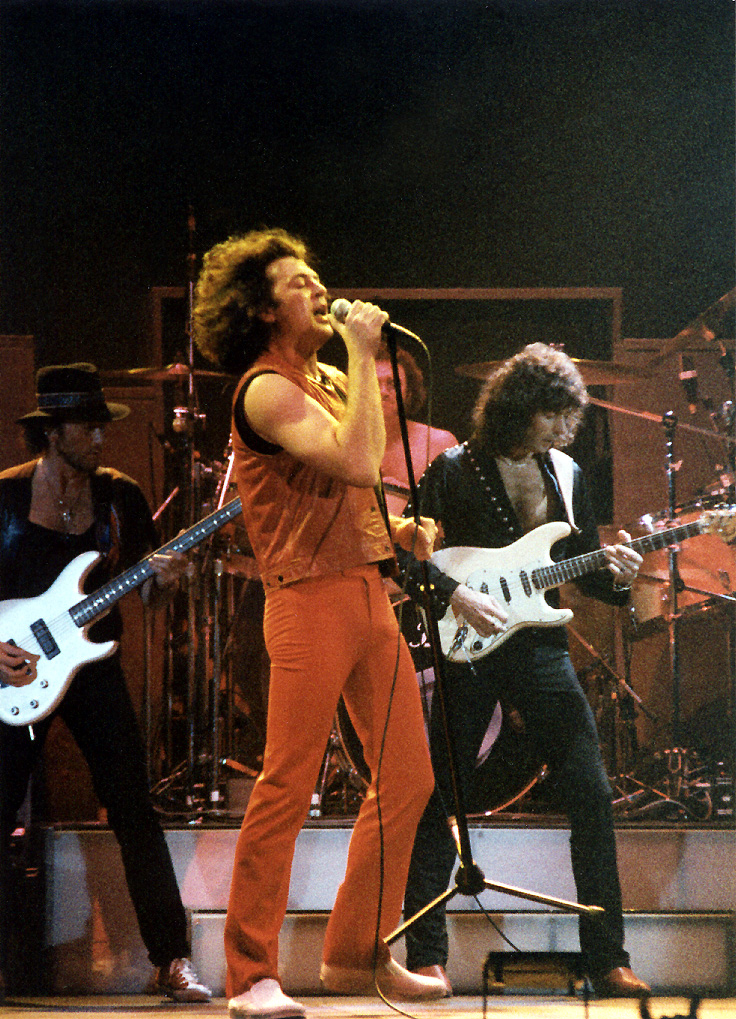
Deep Purple en vivo durante la gira de "Perfect Strangers", en 1985.

Los rumores y la esperanza de ver a Deep Purple nuevamente se hicieron realidad cuando el 27 de abril de 1984 se anunció OFICIALMENTE la reunión de la banda. Los miembros más emblemáticos de Deep Purple, la gran formación Mark II (Blackmore, Gillan, Glover, Lord y Paice) dieron inicio después de casi una década al renacimiento de una de las bandas pilares del Rock.
Deep Purple lanzó un nuevo álbum titulado Perfect Strangers el 16 de septiembre de 1984 en los EE. UU. y entre octubre y noviembre en el resto del mundo. En el álbum destacan los temas: «Perfect Strangers», «Knocking At Your Back Door», «Under The Gun», «A Gypsy's Kiss» y «Wasted Sunsets». Se editaron 4 videoclips promocionales para apoyar la difusión del álbum de los temas «Perfect Strangers», «Knocking At Your Back Door», «Under The Gun» y «Nobody's Home».
La gran cobertura que los medios de comunicación le dedicaron a la banda favoreció la decisión de la prensa y revistas especializadas al otorgarles los títulos de "Mejor guitarrista, teclista, baterista, bajista y vocalista del año". Fue una especie de reivindicación para cada uno de los integrantes. La gira de reunión de la formación Mark II comenzó el 27 de noviembre de 1984 en Perth, Australia.
El éxito de Deep Purple continuó en 1985 con su punto máximo el 22 de junio cuando encabezaron el famoso Festival de Knebworth, Reino Unido, ante 80.000 espectadores. Su actuación fue grabada y editada en 1991 en el disco In the Absence of Pink.
El 12 de enero de 1987 es lanzado un nuevo álbum de estudio: The House of Blue Light. En el nuevo disco destacan los temas: «Call Of The Wild», «Bad Attitude», «Dead Or Alive», «The Unwritten Law» y «Mad Dog». Además se filmaron 2 videoclips promocionales para apoyar la difusión del álbum, con los temas «Call Of The Wild» y «Bad Attitude».
Durante la realización del álbum surgen nuevamente los roces entre Gillan y Blackmore. Aquello que a esas alturas se creía sepultado resurge nuevamente, al igual que en la década anterior.
Durante 1987 y 1988 se lleva a cabo la gira mundial del álbum The House Of Blue Light. La banda aprovecha la ocasión para grabar varios temas de sus conciertos por Europa y EE. UU. Estas canciones se lanzaron en junio de 1988 en el disco doble en vivo Nobody's Perfect. En junio de 1988 se editó un videoclip para el tema «Hush» con el objetivo de conmemorar los 20 años desde su edición en 1968 pero esta vez la canción quedó registrada con la voz de Gillan.
Las constantes discusiones entre Blackmore y Gillan dan como resultado que en mayo de 1989 Gillan sea despedido del grupo. Otra vez la banda se ve en el problema de encontrar un nuevo vocalista; para lo cual dedican gran parte del resto del año. Deep Purple decidió incorporar a Jimi Jamison, vocalista de Survivor, como su nuevo cantante. Cuando la banda contactó con él mostró claros deseos de ser el vocalista del grupo, sin embargo, cuando Jamison le contó a su mánager éste le recomendó que mejor iniciara una carrera como solista, ante lo cual Jimi decidió rechazar la oferta de Deep Purple.

### Mk V: un paréntesis en la carretera púrpura (1989-1992)

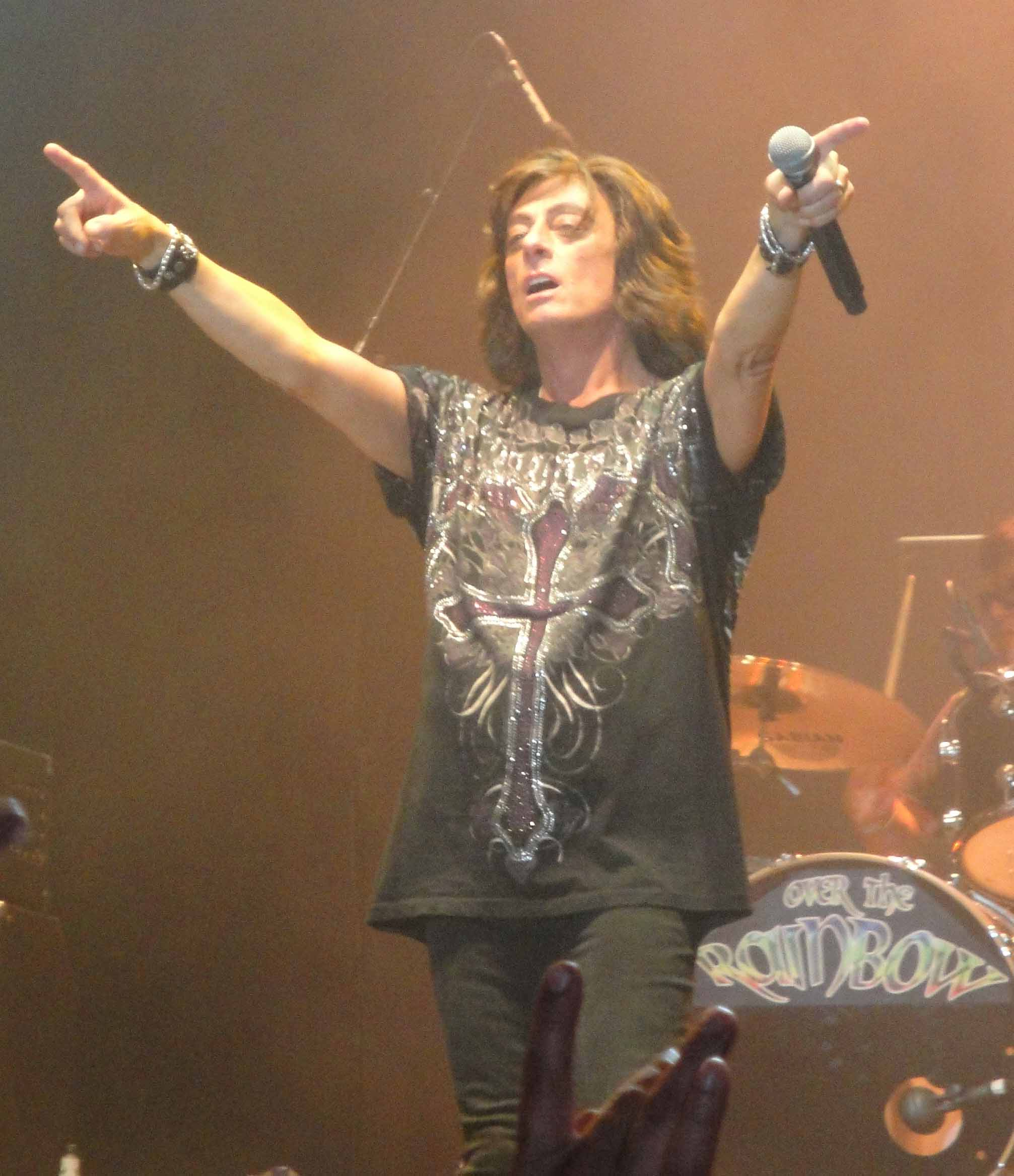
Joe Lynn Turner fue vocalista de Deep Purple a fines de los 80, y principios de los 90.

En diciembre de 1989 Joe Lynn Turner es incorporado como el nuevo cantante. Turner había triunfado con Rainbow e Yngwie Malmsteen y además se llevaba muy bien con Blackmore tras su trabajo en Rainbow desde 1980 a 1984. Con este nuevo vocalista la banda edita en octubre de 1990 el álbum Slaves & Masters. Este disco posee un sonido mucho más melódico y armonioso que sus antecesores, cercano al Arena rock y lejos del sonido característico de la banda, aunque aún ofreciendo material de calidad.
En este álbum destacan los temas: «The Cut Runs Deep», «King Of Dreams» (principal tema que se utilizó para publicitar el álbum), «Fire In The Basement», «Love Conquers All» y «Wicked Ways». Se editaron 2 videoclips promocionales para apoyar la difusión del álbum, con los temas «King Of Dreams» y «Love Conquers All».
Ritchie Blackmore apuesta por la construcción de memorables melodías, y en cierta forma lo logra, en conjunto con el aporte de Turner, sin embargo, en directo la historia era diferente. A pesar de interpretar clásicos del "Mk III", algunos de ellos vetados por Gillan, - comenzando los conciertos con el memorable «Burn» - e incorporando el clásico del "Mk I": «Hey Joe», los resultados no fueron del agrado del resto del grupo. Blackmore, por contra, consideraba el álbum Slaves & Masters como uno de sus favoritos.
Debido a la presión de muchos fanáticos, que definitivamente no aceptaban esta nueva formación, de opiniones internas y del propio sello discográfico, finalmente despiden a Turner mientras realizaban las grabaciones del siguiente álbum. En abril de 1992 la banda convoca nuevamente a Ian Gillan, pero esta vez sin el visto bueno de Blackmore.

### Mk II: la batalla del odio continúa (1992-1993)
Cuando Ian Gillan se reincorpora a la banda, el nuevo álbum se encuentra a medias. Gillan decide reescribir las letras. El resultado es The Battle Rages On..., álbum lanzado en julio de 1993, título que refleja de cierto modo el tenso ambiente interno. No obstante, en esta entrega emerge nuevamente el sonido característico de la banda, con temas sólidos como «Anya», «The Battle Rages On», «Solitaire», «Talk About Love» y «A Twist in the Tale». El álbum es simplemente genial en su esencia Rock, incluso los propios miembros de la banda no dudan en calificarlo como el mejor álbum hecho hasta esa fecha. El grupo consigue mantener su sonido y poner en funcionamiento una vez más esta máquina de hacer música. Pero, a pesar de lo satisfactorio del resultado, los problemas y roces de dos de sus miembros tienen mucho más peso a la hora de evaluar la continuidad de la formación, de forma que la única solución es la salida de uno de los dos: Blackmore o Gillan.
Comienza la gira de promoción del álbum, recorriendo EE. UU. y Europa. En el escenario se logra percibir el ambiente tenso entre los integrantes del grupo, varios bises en donde Blackmore toca la guitarra desde detrás de los amplificadores, o simplemente retirándose y dejando solos a sus compañeros sobre el escenario, o Gillan haciéndole reverencias sarcásticas al aparecer aquel en escena. En fin, sin duda alguna una batalla de egos insuperable.
A fines de 1993 los conciertos realizados el 16 de octubre en Stuttgart, Alemania, y el 9 de noviembre en Birmingham, Reino Unido, son grabados íntegramente, y sirven de base para extraer los temas que componen el disco en vivo Come Hell or High Water, editado en noviembre de 1994. El nuevo disco también es editado en video bajo el mismo nombre y destaca por incluir 6 temas más que la versión de audio, aunque sólo utiliza las imágenes del concierto realizado en Birmingham.
Blackmore participa en su último concierto con Deep Purple el 17 de noviembre de 1993 en Helsinki, Finlandia, y se retira de la banda. De esta manera, la gira del álbum The Battle Rages On... y la conmemoración del 25° Aniversario de Deep Purple quedan momentáneamente truncadas, a la espera de encontrar un sustituto para el puesto de guitarrista.

### Mk VI: la formación alternativa (diciembre 1993-julio 1994)
Los demás miembros del grupo deciden terminar la gira y los compromisos pendientes cuanto antes, por lo cual contactan al guitarrista Joe Satriani, quien venía recién salido del estudio de grabación, y disponía de algún tiempo para apoyar a Deep Purple. El primer concierto de Deep Purple con Joe Satriani se realiza el 2 de diciembre de 1993 en Nagoya, Japón. El desempeño de Satriani es excelente, demostrando una equilibrada mezcla entre la fidelidad de las versiones en estudio y su toque personal, lo cual se aprecia en los bootlegs de audio y vídeo (por ejemplo, el audio titulado Flying in a Purple Dream) que circulan.
La llegada del nuevo guitarrista garantizó el cumplimiento de todos los conciertos acordados. Además gracias a su gran trabajo fue considerado como un potencial reemplazo fijo de Blackmore, sin embargo, Satriani debía cumplir sus compromisos con su sello discográfico y por esta razón se alejó de la banda, pero antes recomendó personalmente a Steve Morse para el puesto. El último concierto de Satriani con Deep Purple se realizó el 5 de julio de 1994 en Kapfenberg, Austria.

### Mk VII: un nuevo aire púrpura (1994-2002)

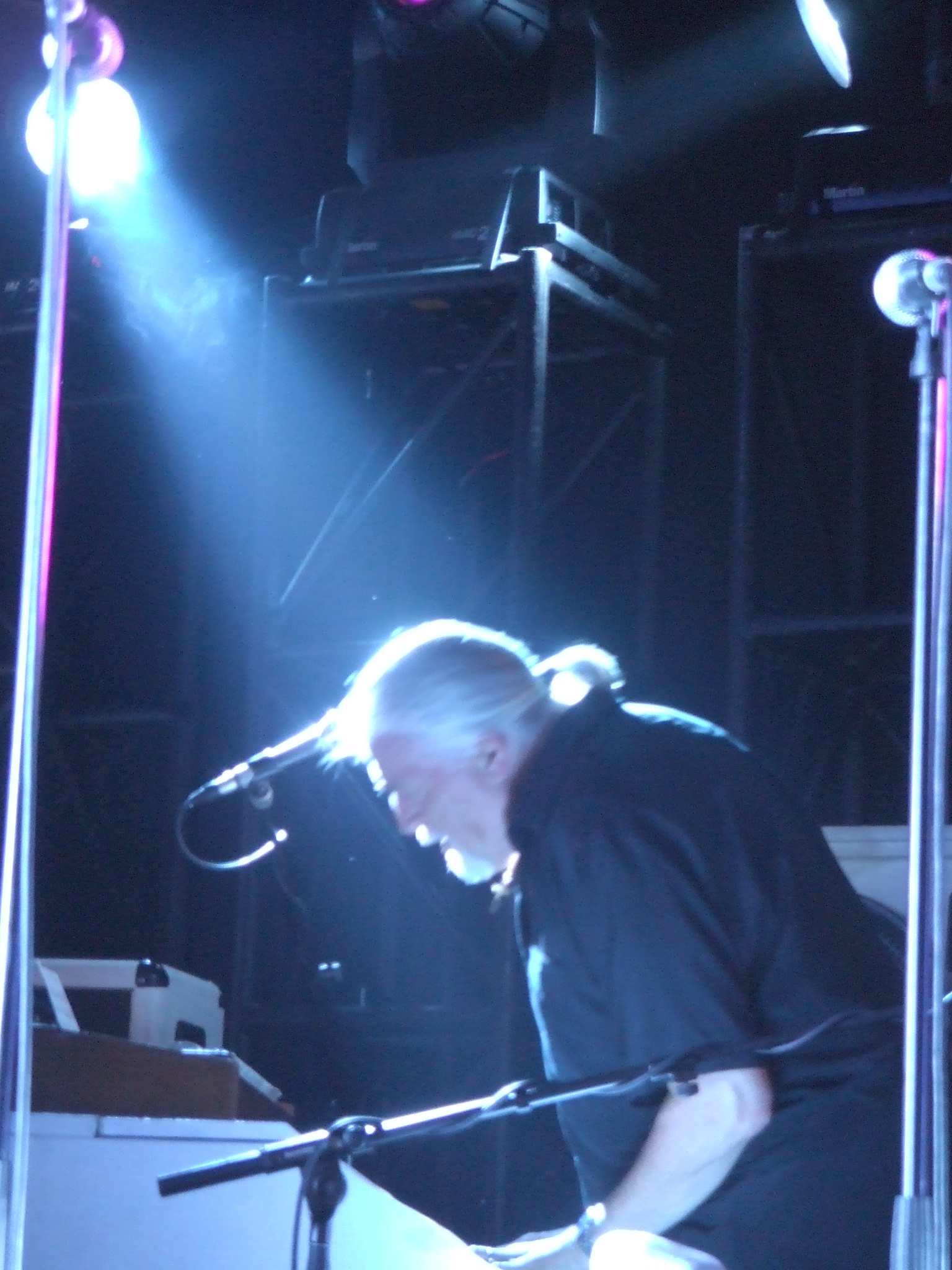
Jon Lord, miembro fundador de la banda, fallecido en julio de 2012.

Es así como el guitarrista estadounidense Steve Morse se integra perfectamente al grupo. Morse había participado anteriormente en las bandas Dixie Dregs y Kansas, además de su propio proyecto, The Steve Morse Band (en donde lo acompañan Dave LaRue en el bajo y Van Romaine en batería). Su incorporación supuso un nuevo cambio en el estilo musical de Deep Purple, caracterizado por el virtuosismo y su técnica de guitarra, que resulta mucho más moderno que el sonido clásico de Ritchie Blackmore. El primer concierto de Deep Purple con Steve Morse se realizó el 23 de noviembre de 1994, en el Palacio de los Deportes de Ciudad de México, México.
El álbum Purpendicular sale al mercado en febrero de 1996 en el Reino Unido y en abril del mismo año en los EE. UU. La banda comienza nuevamente una gira por todo el planeta, esta vez llegando incluso hasta Sudamérica. El nuevo disco marca el renacimiento de Deep Purple como banda, ya que se acaban las constantes fricciones entre vocalista y guitarrista, debido a que Morse establece una muy buena relación con todos los miembros del grupo. El álbum posee temas destacables como «Sometimes I Feel Like Screaming», «The Aviator», «Vavoom: Ted The Mechanic», «Cascades: I'm Not Your Lover», «Hey Cisco» y «Loosen My Strings».
Purpendicular es la reinvención de Deep Purple, ya que Morse aporta su estilo propio en guitarra evitando ser una copia de Blackmore, lo cual es del agrado de gran parte de la crítica. Incluso David Coverdale opinó de forma positiva acerca del álbum: "Hace poco oí el nuevo disco de Deep Purple, Purpendicular, y me alegré tanto de que sonara a Deep Purple y no a Pearl Jam o a Stone Temple Pilots. Jon Lord toca mejor que nunca, me impresionó".
Argentina, México, Brasil, Bolivia, Perú y Chile son los países seleccionados para la gira latinoamericana. En su primera vez en Chile, el 27 de febrero de 1997, Deep Purple se presentó en el Estadio Santa Laura de Santiago, sin embargo, el nivel de convocatoria y efervescencia en los fanáticos locales fue tan alto que al comenzar el concierto parte del público ocupó sectores no asignados a tal efecto como la torre de control. Dada la gran cantidad de público que se subió sobre la torre, esta finalmente terminó por desplomarse cuando la banda tocaba el segundo tema, «Fireball». Hubo muchos heridos de diversa consideración pero afortunadamente sin pérdida de vidas. El espectáculo se canceló por espacio de 45 minutos, al término de los cuales, por decisión de la banda, volvieron al escenario. Jon Lord comentó posteriormente que fue uno de los espectáculos más tristes de su vida.
Por otra parte, Ritchie Blackmore revive a Rainbow en 1995. En esta ocasión él es el único componente original de la banda, contando con Doogie White para las voces. El mismo año edita el excelente disco titulado Stranger in Us All. Posteriormente, ya junto a su esposa Candice Night funda el proyecto de música medieval-renacentista Blackmore's Night, con el cual ha grabado 7 álbumes de estudio y un doble en vivo.
Volviendo a Deep Purple, editan en mayo de 1998 el álbum titulado Abandon. En este disco destacan los temas: «'69», «Watching the Sky», «Any Fule Kno That», «Seventh Heaven» y «Almost Human». Éste sería el último disco de estudio con Jon Lord, ya que en el año 2002, en el marco de un concierto de despedida, Jon se retira definitivamente de la banda de manera oficial.
Durante la gira mundial del disco Abandon filmaron íntegramente un concierto realizado en Melbourne, Australia, el cual editaron en octubre de 1999 bajo formato audio en 2 CD, y como video en DVD. Este nuevo vídeo y álbum en vivo se publicó con el nombre Total Abandon: Australia '99.
En 1999 se cumplían 30 años de que Deep Purple ejecutara el Concerto for Group and Orchestra en el Royal Albert Hall de Londres. La partitura original del concierto se había perdido, así que Jon Lord propuso que lo mejor era reconstruirla, y volver a interpretar toda la obra para conmemorar su 30° aniversario. Jon recibió la ayuda del neerlandés Marco de Goeij, un fanático que además es musicólogo y compositor. Los dos con gran esfuerzo reconstruyeron la partitura extraviada.
El concierto se llevó a cabo entre el 25 y 26 de septiembre de 1999 en el Royal Albert Hall, junto a la Orquesta Sinfónica de Londres, bajo la batuta del director Paul Mann.
La actuación es editada en 2000 en formato audio en 2 CD como Live at the Royal Albert Hall y en formato video, en DVD se le denomina In Concert with the London Symphony Orchestra.
El espectáculo contó con Ronnie James Dio, The Steve Morse Band, Miller Anderson y Sam Brown como invitados.
Jon Lord comunicó a sus compañeros de banda que pronto dejaría la banda. Por lo tanto el resto del grupo tuvo tiempo suficiente para encontrar un reemplazante de calidad. Mientras tanto, durante los conciertos de 2001, Lord se fue despidiendo de los fanáticos. El 5 de junio de 2001 en el Sunrise Musical Theatre de Ft. Lauderdale, Florida, EE.UU, la banda realizó una gran presentación, que fue grabada completamente y editada en formato video en DVD el 13 de agosto de 2002, bajo el nombre de Perihelion. Este DVD incluye novedosas entrevistas a los miembros del grupo.

### Mk VIII: la lógica sucesión (2002)

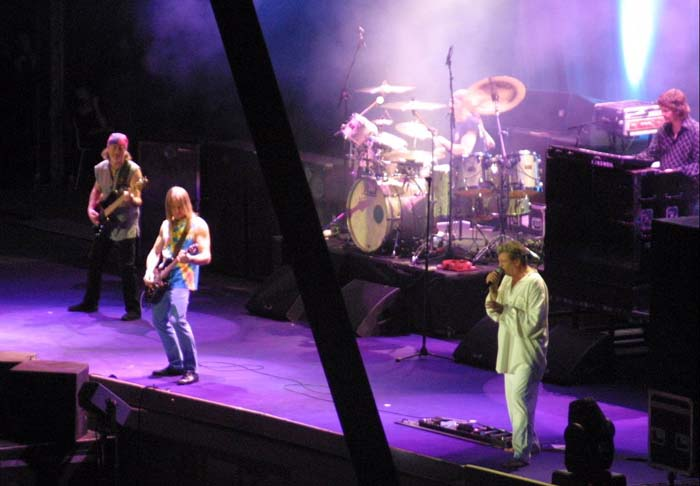
Deep Purple en vivo en Berlín, 2003.

Finalmente, en febrero de 2002 Jon Lord se aleja de la banda, cansado de extenuantes giras. Es reemplazado por el teclista Don Airey quien cuenta con una larga trayectoria y excelente reputación musical. Airey participó con ex-purples en bandas como Rainbow y Whitesnake y también ha colaborado con varios músicos como Gary Moore, Jethro Tull, Ozzy Osbourne, Black Sabbath, Judas Priest y el compositor Andrew Lloyd Webber.
Don Airey tenía el deseo oculto de formar parte de Deep Purple, y siempre consideró la oportunidad de entrar en la banda si alguna vez Jon Lord decidía abandonarla. En definitiva la marcha de Lord le permitió a Airey cumplir aquel deseo. Las capacidades de Airey como compositor e intérprete del famoso órgano Hammond lo convertían en el sustituto lógico e ideal. "Deep Purple siempre ha sido una banda de 5 músicos y nada lo va a cambiar" -comentaba Roger Glover- "Desde el primer ensayo Don se integró en el proceso de composición de las canciones como si fuera Jon". De esta forma y tras varios cambios internos a través de los años, la banda queda finalmente integrada por Ian Gillan en la voz, Roger Glover en el bajo, Steve Morse en la guitarra, Don Airey en el órgano Hammond y teclados, y finalmente, quien resulta así ser el único miembro presente en todas las formaciones, Ian Paice en la batería, configurando la formación Mk VIII. El primer concierto de Deep Purple con Don Airey, como miembro permanente, se realizó el 17 de marzo de 2002, en el Palacio de Hielo de San Petersburgo, Rusia.
Jon Lord se despidió de Deep Purple el 14 de septiembre de 2002 en el NEC de Birmingham, Reino Unido. Don Airey ejecutó los primeros 9 temas con la banda y posteriormente, durante su solo de teclado, el escenario apagó momentáneamente sus luces. En ese momento salió Don Airey y subió Jon Lord para tocar con el resto del grupo. Durante los temas «Smoke on the Water» y «Highway Star» Don Airey y Jon Lord estuvieron sobre el escenario tocando juntos órgano y teclados. Este concierto de despedida de Jon Lord fue lanzado en DVD de video el 26 de agosto de 2016 bajo el nombre de Live at the NEC.
Con Airey como nuevo integrante, Deep Purple lanza al mercado en agosto de 2003 el álbum Bananas. En este disco destacan los temas «Haunted», «I Got Your Number», «Bananas», «Silver Tongue» y «Walk On». El tema «Contact Lost» es dedicado por Morse a las víctimas de la Tragedia del Columbia acontecida el 1 de febrero de 2003. En el tema "Haunted" colabora haciendo coros la cantante de blues, rock, soul y jazz Beth Hart.
El 17 de noviembre de 2003 el VHS Doing Their Thing fue lanzado en DVD con el título de Masters From The Vaults. El nuevo video incluye los 4 temas en vivo grabados por el canal Granada TV en 1970 más 3 temas extras de la banda («Hallelujah», «No, No, No» y «Highway Star»). En 2007 el DVD fue reeditado con la inclusión de 4 canciones ejecutadas por Ian Gillan en 1990 («Demon's Eye», «When a Blind Man Cries», «Lucille» y «Smoke on the Water»).
El 2 de julio de 2005 la banda participa junto a varios artistas en el concierto de beneficencia internacional Live 8 en el Park Place de Barrie, Ontario, Canadá, ante 35.000 espectadores. Deep Purple interpretó los temas «Highway Star», «Smoke on the Water» y «Hush».
En noviembre de 2005 editan el álbum Rapture of the Deep, el cual recibe excelentes críticas. El disco posee varios temas destacados como «Rapture Of The Deep», «Wrong Man», «Before Time Began», «Junkyard Blues» y «Kiss Tomorrow Goodbye». Durante el proceso de grabación del nuevo álbum se filmaron en video algunas entrevistas que a fecha de hoy esperan ser editadas en DVD y/o Blu-ray.
En junio de 2006 se editó el doble álbum Rapture of the Deep - Tour Edition, álbum que incluye material diverso inédito todavía, como «The Well Dressed Guitar» (instrumental de las sesiones de Bananas), «The Thing I Never Said» (tema incluido solo en la edición japonesa), la nueva versión de «Clearly Quite Absurd» y 5 temas en vivo.
En 2007 editan el primer DVD en vivo oficial con Don Airey. Se trata de la grabación del concierto en el famoso Festival de Jazz de Montreux en su 40 aniversario. El DVD es denominado They All Came Down To Montreux: Live at Montreux 2006 y cuenta como DVD extra un show en el Hard Rock Cafe de Londres.
En la gira 2006-2008 destaca su espectacular concierto del 28 de abril de 2007 en el recién inaugurado Nuevo Wembley de Londres, junto a Styx y Thin Lizzy. Las críticas son sensacionales y destacan que los Purple son como el vino: "con los años tocan cada vez mejor".
Deep Purple finalizó con la gira Sudamericana de 2008, en donde dio tres conciertos en México (14, 16 y 17 de febrero), uno en Lima, (Perú) (20 de febrero); 3 shows en Brasil (el 22 de febrero en Río de Janeiro; el 23 en Curitiba y el 24 en San Pablo), dos en Argentina (26 de febrero y 2 de marzo en Buenos Aires), dos en Chile (el 28 en Concepción y el 1.º en Viña del Mar (Quinta Vergara)), uno en Ecuador (el 6 en Quito) y uno en Venezuela (el 8 en Caracas) y de esa manera Deep Purple cerró con excelentes niveles de asistencia la tercera gira sudamericana, después de la presentación del ya mencionado Rapture of the Deep. En todas estas ciudades la banda fue cordialmente recibida por los fanáticos latinoamericanos, que integran la Comunidad Púrpura en habla hispana.
En abril de 2008, una encuesta realizada a los alumnos de la London Tech Music School, una de las más acreditadas escuelas de música de Londres, Reino Unido, de donde surgieron los integrantes de bandas como Radiohead, The Kinks y The Cure, eligieron al tema «Smoke on the Water» como el poseedor del mejor riff de todos los tiempos de la historia del rock.
Los músicos continuaron con sus proyectos personales para ir de nuevo a Europa, a cerrar la última gira de presentación del disco "Rapture of the Deep" (fueron el grupo de cierre, al igual que el último año, en el Festival de Jazz de Montreux, el 19 de julio). Luego la banda se tomó unas merecidas vacaciones para preparar la grabación de su décimo noveno trabajo de estudio.
El 18 de febrero de 2009 la banda tocó en la ceremonia de apertura del Campeonato Mundial de Esquí Nórdico de 2009 en el Tipsport Arena de Liberec, República Checa. El evento fue transmitido por 17 canales y radiodifusoras checas a todo el mundo.
El grupo volvió a Latinoamérica en febrero de 2009, con tres conciertos en Chile y tres en Argentina. Se presentaron en Buenos Aires y Córdoba los días 20, 21 y 22, y en Chile en Puerto Montt, Santiago de Chile (Teatro Caupolicán) y Antofagasta los días 24, 26 y 28, respectivamente. El 21 de febrero de 2009 encabezan el festival Cosquín Rock, en los alrededores de Córdoba, Argentina, ante 120.000 espectadores. El espectáculo contó además con las bandas argentinas Intoxicados, Almafuerte y Los Piojos.

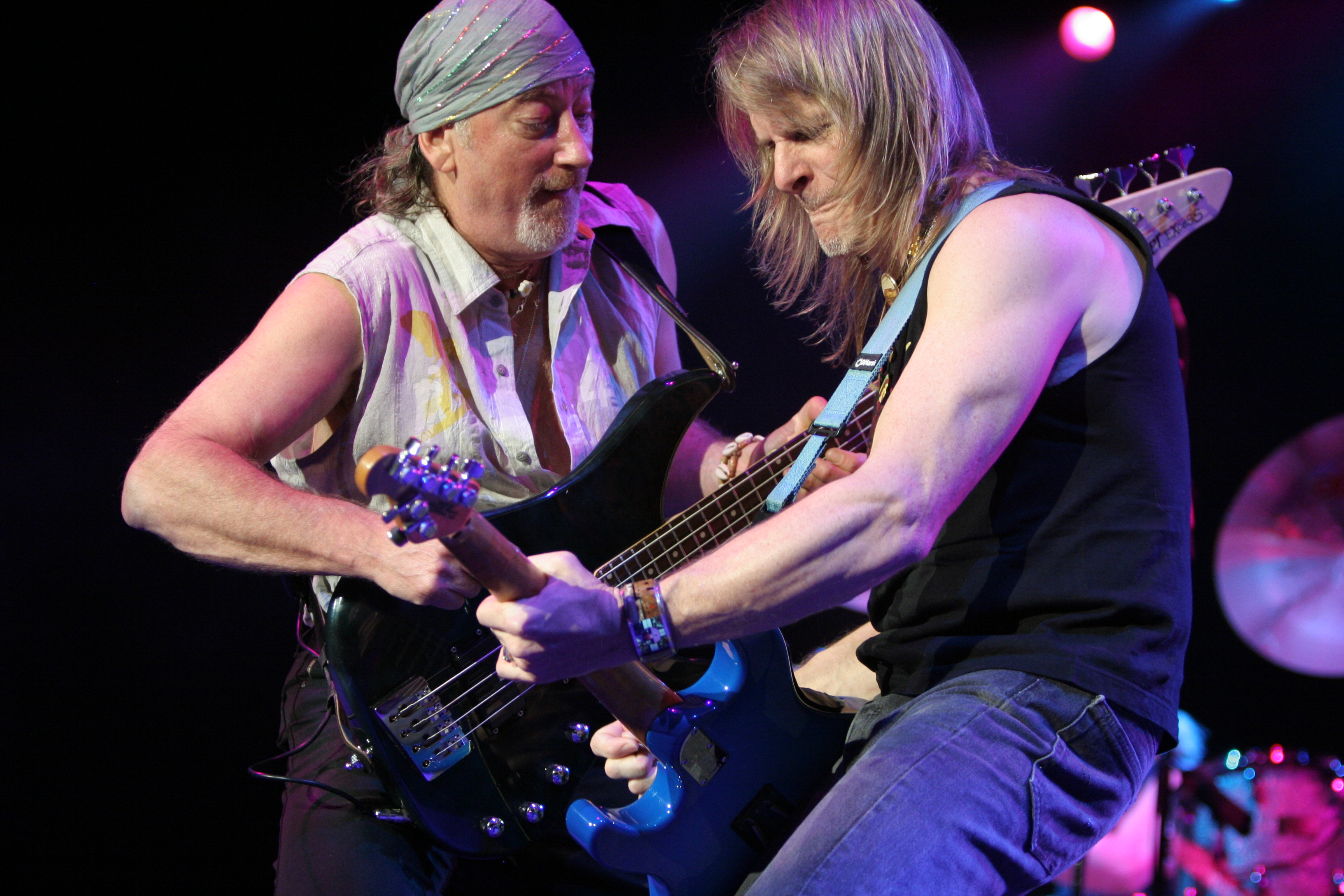
Roger Glover y Steve Morse en Toronto, Canadá, 2005.

El 1 de mayo de 2009 el tema «Smoke on The Water» alcanzó el Récord Guiness al ser la canción ejecutada en vivo por la mayor cantidad de guitarristas. Steve Morse dirigió a los 6.346 guitarristas que interpretaron el tema en Breslavia, Polonia.
En marzo de 2011 la banda llega a Rusia para realizar 3 conciertos en las ciudades de Yekaterimburgo, San Petersburgo y Moscú. El 23 de marzo el presidente ruso Dmitri Medvédev, como fan de la banda, los recibe en el mismísimo Kremlin de Moscú. Además, el presidente Medvédev los invitó a su residencia campestre en Nizni Nóvgorod, a las afueras de la capital rusa, en donde les ofreció una comida y aprovechó para felicitarlos por su música.
El 16 de julio de 2011 la banda toca en el Festival de Jazz de Montreux, Suiza, con el apoyo de la Nueva Filarmónica de Frankfurt de Offenbach, Alemania, dirigida por Stephen Bentley-Klein.
Su actuación es filmada íntegramente y editada en noviembre de 2011 bajo formato audio en 2 CD y como video en DVD y Blu-ray. Este nuevo video y álbum en vivo se editó con el nombre Deep Purple with Orchestra: Live at Montreux 2011, y se destaca por exhibir una gran calidad de imagen y sonido.
El 10 de noviembre de 2011 el programa de premios anuales "Classic Rock - Roll of Honour Awards", organizado por la revista británica "Classic Rock", premia a Deep Purple en la categoría "Premio a la Innovación" (en inglés: "The Innovator Award"). El premio es recibido por Roger Glover, Ian Gillan y Ian Paice, quienes son los miembros de la banda que asisten a la ceremonia oficial en el Roundhouse de Londres.
El 16 de enero de 2012 la revista Rolling Stone publica el ranking con "las 50 mejores canciones heavies" de la historia, con el tema «Smoke on The Water» destacando en el 1° lugar.

### Y continúan las giras

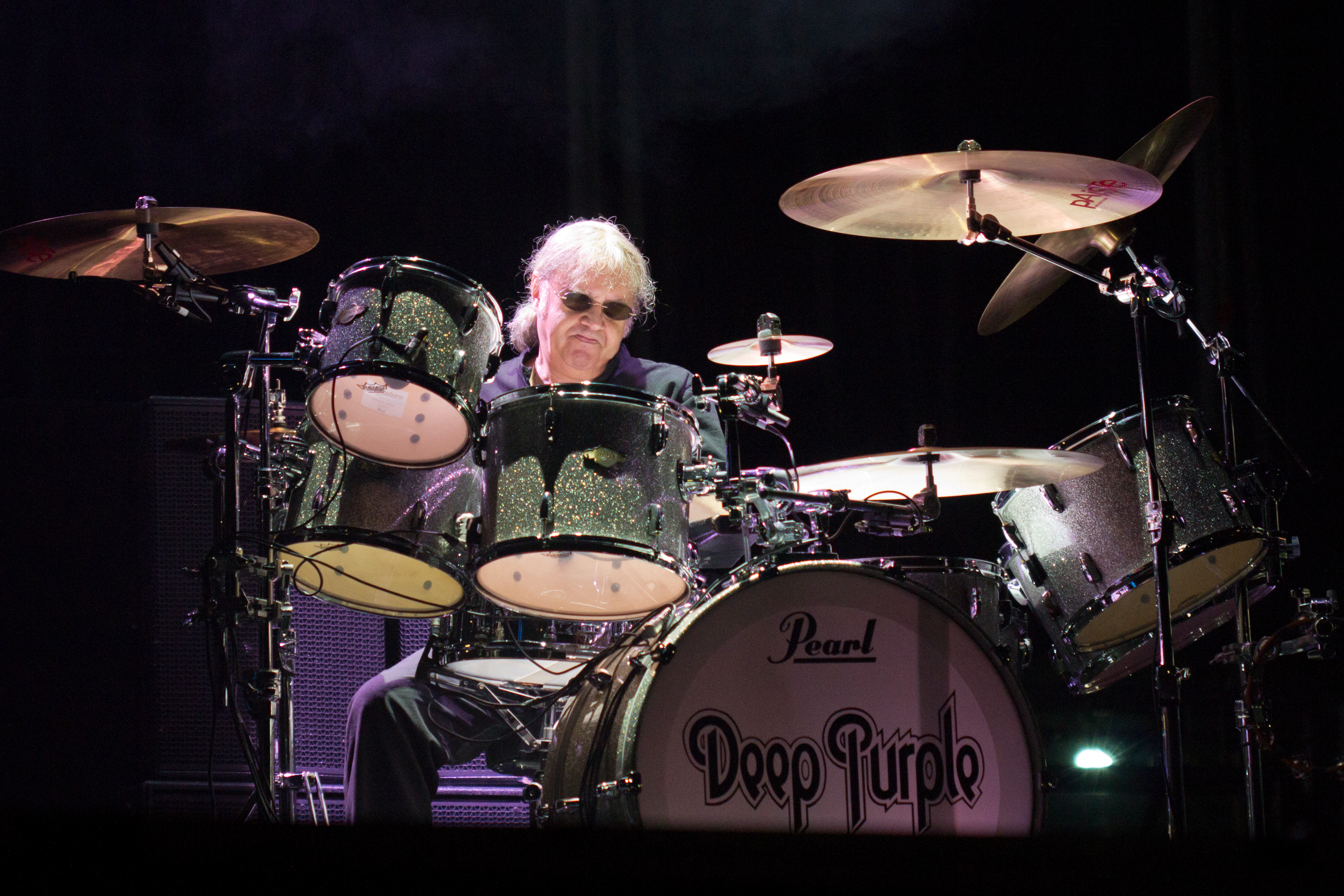
El batería Ian Paice en España durante una gira.

Durante todo el 2010 el grupo se presentó en algunos países del continente asiático (Taiwán, Malasia, Corea del Sur, China y Singapur), africano y europeo principalmente, entre las fechas más destacables figuran las de Australia (abril), Francia y Alemania (noviembre y diciembre) con llenos absolutos.
El 12 de junio de 2010 en la ciudad de Samara, Rusia, la banda rompe todos los récords de público en el continente europeo al tocar ante 200.000 espectadores, en el festival "Rock sobre el Volga" (en cirílico: Рок над Волгой; en latino: Rock nad Volgoi). El otro punto cumbre en la carrera de Deep Purple, en cuanto a asistencia, fue su actuación en el festival "California Jam" en 1974, ante 260.000 personas.
Durante 2011 ofrecieron 4 presentaciones en México (22 y 23 de febrero en Ciudad de México, 24 en Monterrey y 27 en Guadalajara), tocando luego en Turquía, y Atenas, Grecia. Curiosamente es el mismo orden de presentaciones que realizó la banda en julio de 2009.

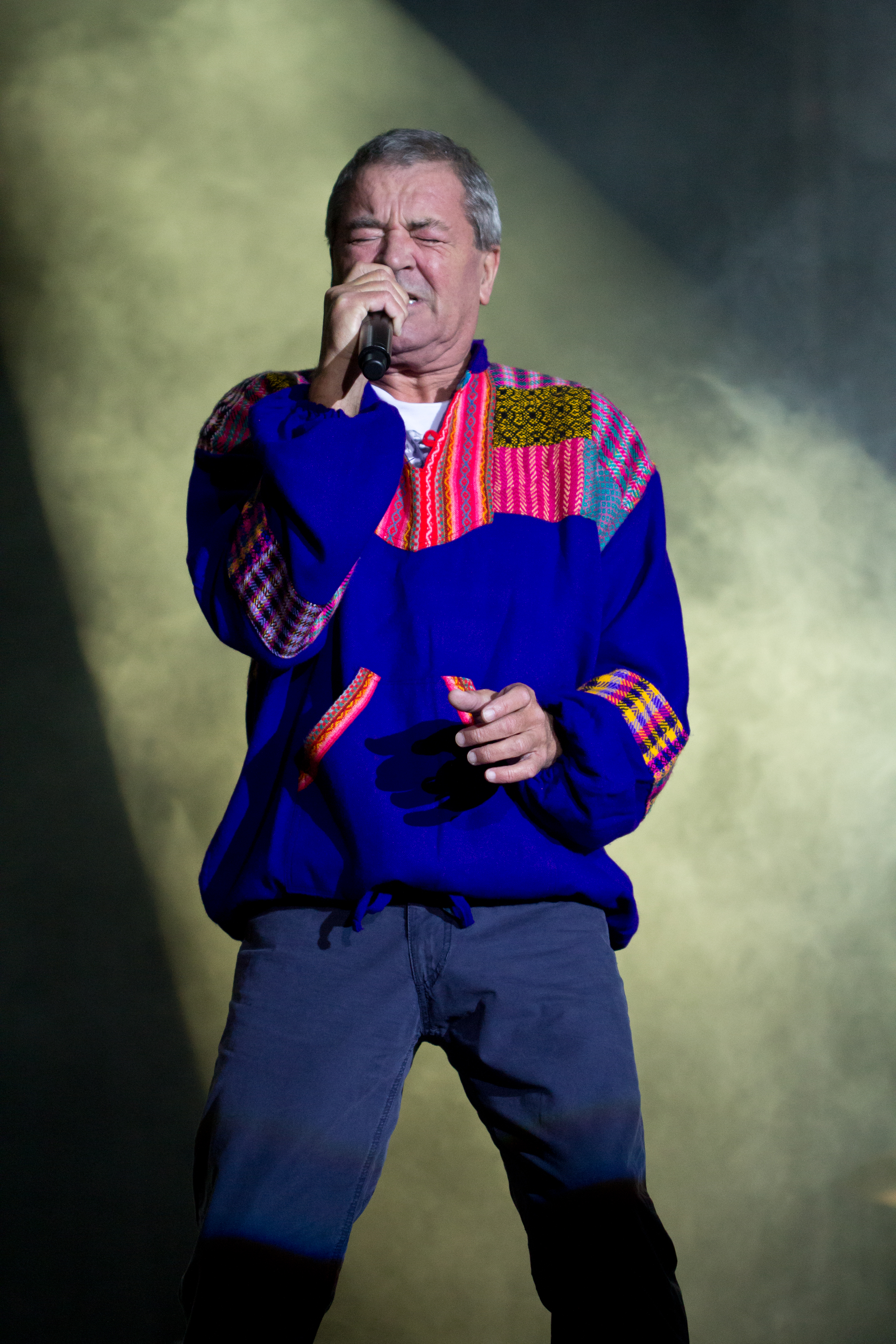
El cantante Ian Gillan en 2013.

Recientemente Ian Gillan ha declarado que, aún a la edad que tienen, sienten mucha energía para continuar pisando los escenarios durante muchos años más, ya que no planean disolver Deep Purple. Además, afirma que él podría seguir tocando hasta sus noventa años.
También comenta que le encanta ver gente joven durante sus presentaciones ya que "ellos tienen abundante energía y la energía circula, y eso es inspirador. La gente mayor llega y se sienta, están como tiesos."
Cabe destacar que actualmente varios rankings realizados en internet colocan al riff de «Smoke On The Water» como el más célebre de todos los tiempos.
El 16 de julio de 2012, fallece Jon Lord, teclista fundador de Deep Purple, a los 71 años a causa de un cáncer que le diagnosticaron tiempo atrás.

### Mk VIII:¿Ahora qué?(2013-2016)
El 29 de marzo de 2013 Deep Purple lanza un nuevo sencillo con las canciones «All the Time in the World» (en el Lado A) y «Hell to Pay» (en el Lado B). Estos temas son un anticipo del nuevo álbum, Now What?!, lanzado el 26 de abril del mismo año. Estas canciones se promocionan a través de 2 videoclips.

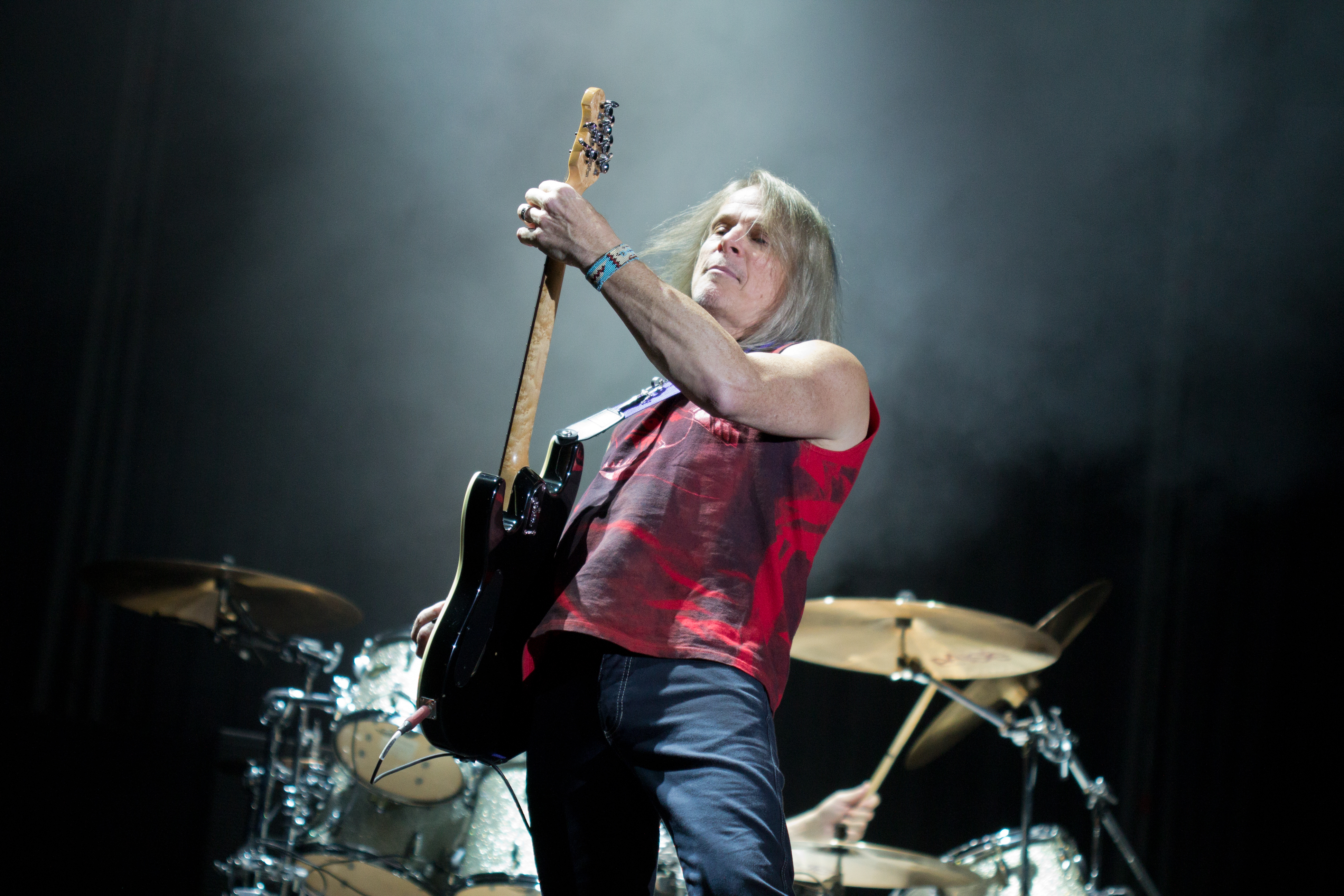
El guitarrista Steve Morse en 2013.

El disco posee varios temas destacados como «Uncommon Man», «Vincent Price», «Above and Beyond», «All the Time in the World», «Après Vous» y «Hell to Pay». Deep Purple promociona el nuevo álbum realizando una sesión fotográfica en Berlín, Alemania, las cuales se espera que sean publicadas próximamente en algún documental del grupo.
El día 17 de mayo de 2013 la banda lanza al mercado su primer videoclip después de 23 años con el tema «Vincent Price». El 7 de junio del mismo año editan un nuevo sencillo con los temas «Vincent Price» (Lado A) y «First Sign Of Madness» (Lado B).
Considerando la longevidad de la banda el nuevo disco ha recibido críticas bastante positivas.
El 31 de mayo de 2013 el Live in Denmark 1972 fue remasterizado y lanzado a la venta con el nuevo nombre de Copenhagen 1972. El 14 de octubre del mismo año editaron Perfect Strangers Live bajo formato audio en 2 CD y como video en DVD. Esta nueva obra presenta un concierto que realizaron en Sídney, Australia, el 12 de diciembre de 1984, durante la gira de reunión del grupo e incluye un documental que muestra la cobertura de los medios de comunicación al proceso de reencuentro de la formación clásica Mark II. Esta es la única filmación completa que ha sido lanzada oficialmente en video de la gira de reunión de 1984-1985.
El 4 de abril de 2014 en el Royal Albert Hall de Londres se realizó un concierto en homenaje al fallecido teclista Jon Lord. El evento tuvo el apoyo de la Orion Orchestra, la cual fue dirigida por Paul Mann, y contó con la colaboración de Deep Purple, Bruce Dickinson, Glenn Hughes, Paul Weller, Rick Wakeman y otros artistas. La grabación de este concierto fue lanzada el 26 de septiembre de ese mismo año tanto en DVD, Blu-Ray y CD y fue titulada Celebrating Jon Lord At The Royal Albert Hall.

#### Ingreso en el Salón de la Fama del Rock and Roll (2016)
El 8 de octubre de 2015 Deep Purple fue nominado por tercera vez (antes fue en 2012 y 2013) para ingresar al Salón de la Fama del Rock and Roll (en inglés: Rock and Roll Hall of Fame). Esta vez tuvieron éxito ya que el 17 de diciembre de 2015 los medios de comunicación anunciaron que Deep Purple, Cheap Trick, Chicago, N.W.A. y Steve Miller entrarían en 2016 en este prestigioso Salón de la Fama. La ceremonia se realizó el 8 de abril de 2016 en el Barclays Center de Brooklyn, Nueva York, EE.UU, en donde Ritchie Blackmore, David Coverdale, Ian Gillan, Roger Glover, Glenn Hughes, Jon Lord (póstumamente), Ian Paice y Rod Evans tuvieron el honor de ingresar al Salón de la Fama del Rock and Roll.
La presentación de Deep Purple la hizo Lars Ulrich, batería de Metallica, en la cual Gillan, Glover, Paice, Coverdale y Hughes, en este preciso orden, expresaron palabras de felicidad y agradecimiento al apoyo de los fanáticos. Debido a la muerte de Jon Lord en julio de 2012, su esposa Vickie recibió el premio en su nombre. Posteriormente, los integrantes actuales de la Mark VIII tocaron los temas «Hush» y «Smoke on the Water». A la ceremonia faltaron Ritchie Blackmore y Rod Evans.

### Mk VIII:Infinite(2017-2019)
El 25 de noviembre de 2016, Deep Purple anunció que lanzaría al año siguiente un nuevo disco con el título de Infinite. El álbum finalmente fue publicado el 7 de abril de 2017 con «Time for Bedlam» como su primer sencillo, lanzado a la venta el 3 de febrero de ese mismo año, sin embargo, el videoclip del tema se estrenó un poco antes precisamente el 14 de diciembre de 2016. El 7 de marzo la banda lanzó «All I Got is You» como segundo sencillo y además segundo videoclip del nuevo álbum. El tercer sencillo, y además tercer videoclip, fue el tema «Johnny's Band» lanzado el 1 de junio de 2017. El cuarto sencillo, y además último videoclip del nuevo disco, fue el tema «The Surprising» lanzado el 5 de octubre del mismo año. En el álbum sobresalen las canciones «All I Got is You», «The Surprising», «Birds of Prey», «Time for Bedlam» y «Johnny's Band».

#### Premio Ivor Novello (2019)
El 23 de mayo de 2019 se entregaron los Premios Ivor Novello en Grosvenor House, Londres, Reino Unido. La formación Mark II de la banda (Blackmore, Gillan, Glover, Lord (póstumo) y Paice) recibió un premio en la categoría "Logro Internacional" (en inglés: International Achievement) otorgado por la Academia Británica de escritores, compositores y autores (en inglés: British Academy of Songwriters, Composers, and Authors; abreviado como BASCA). En representación de la formación Mark II asistieron a la ceremonia el vocalista Ian Gillan, el bajista Roger Glover y el baterista Ian Paice quienes recibieron como premio una sólida escultura de bronce de Euterpe, la musa de la poesía lírica.

### Mk VIII:Whoosh!(2020)
El 26 de febrero de 2020, Deep Purple informó que lanzaría en junio de ese mismo año un nuevo álbum con el título de Whoosh!. El 20 de marzo se lanzó el primer sencillo y además primer videoclip titulado «Throw My Bones». Más tarde se reveló que el disco Whoosh! sería publicado el 12 de junio del año en curso, sin embargo, el día 3 de abril la banda anunció que debido a la pandemia del coronavirus, en que la industria discográfica también fue afectada, decidieron cambiar la fecha de lanzamiento del disco al 7 de agosto del mismo año. El 1 de mayo la banda lanzó «Man Alive» como segundo sencillo y además segundo videoclip del nuevo álbum. El disco finalmente fue publicado el 7 de agosto de 2020.
El tercer sencillo, y además tercer videoclip del nuevo álbum, fue el tema «Nothing at All» lanzado el 4 de septiembre de 2020. En el nuevo disco sobresalen las canciones «Throw My Bones», «Man Alive», «Nothing at All», «The Power of the Moon», «The Long Way Round» y «Step by Step».

### Mk VIII:Turning To Crime(2021)
El 6 de octubre de 2021 Deep Purple anunció que el 26 de noviembre del mismo año lanzaría un álbum de covers llamado Turning To Crime y, además, ese mismo día lanza «7 and 7 Is», como primer sencillo y también primer videoclip de su nuevo disco. Posteriormente, el álbum fue publicado el 26 de noviembre de 2021. El 5 de noviembre la banda lanzó «Oh Well» como segundo sencillo y además segundo videoclip del nuevo disco. El tercer sencillo, y además tercer videoclip del nuevo álbum, fue el tema «Rockin' Pneumonia and the Boogie Woogie Flu» lanzado el 22 de noviembre de 2021. En el disco destacan los temas «7 and 7 Is», «Oh Well», «Rockin' Pneumonia and the Boogie Woogie Flu», «Let the Good Times Roll» y «White Room».

## Miembros de la banda

### Formaciones
Deep Purple en más de cincuenta años de trayectoria ha tenido ocho formaciones claramente diferenciadas las cuales se conocen como Mark I, II, III, etc. Estas formaciones han sido integradas por catorce músicos diferentes:
|                   |                   |                   |                   |                   |                   |                   |                   |                   |                 |                 |                   |                   |                   |                   |              |              |              |              |              |              |              |              |              |               |           |
| 1968              | 1968              | 1969              | 1970              | 1971              | 1972              | 1973              | 1974              | 1974              | 1975            | 1976            | 1984              | 1987              | 1990              | 1993              | 1994         | 1996         | 1998         | 2003         | 2005         | 2013         | 2017         | 2020         | 2021         | 2022          |           |
| Rod Evans         | Rod Evans         | Rod Evans         | Ian Gillan        | Ian Gillan        | Ian Gillan        | Ian Gillan        | David Coverdale   | David Coverdale   | David Coverdale | David Coverdale | Ian Gillan        | Ian Gillan        | J. L. Turner      | Ian Gillan        | Ian Gillan   | Ian Gillan   | Ian Gillan   | Ian Gillan   | Ian Gillan   | Ian Gillan   | Ian Gillan   | Ian Gillan   | Ian Gillan   | Ian Gillan    |           |
| Nick Simper       | Nick Simper       | Nick Simper       | Roger Glover      | Roger Glover      | Roger Glover      | Roger Glover      | Glenn Hughes      | Glenn Hughes      | Glenn Hughes    | Glenn Hughes    | Roger Glover      | Roger Glover      | Roger Glover      | Roger Glover      | Roger Glover | Roger Glover | Roger Glover | Roger Glover | Roger Glover | Roger Glover | Roger Glover | Roger Glover | Roger Glover | Roger Glover  |           |
| Ian Paice         | Ian Paice         | Ian Paice         | Ian Paice         | Ian Paice         | Ian Paice         | Ian Paice         | Ian Paice         | Ian Paice         | Ian Paice       | Ian Paice       | Ian Paice         | Ian Paice         | Ian Paice         | Ian Paice         | Ian Paice    | Ian Paice    | Ian Paice    | Ian Paice    | Ian Paice    | Ian Paice    | Ian Paice    | Ian Paice    | Ian Paice    | Ian Paice     | Ian Paice |
| Ritchie Blackmore | Ritchie Blackmore | Ritchie Blackmore | Ritchie Blackmore | Ritchie Blackmore | Ritchie Blackmore | Ritchie Blackmore | Ritchie Blackmore | Ritchie Blackmore | Tommy Bolin     | Tommy Bolin     | Ritchie Blackmore | Ritchie Blackmore | Ritchie Blackmore | Ritchie Blackmore | Joe Satriani | Steve Morse  | Steve Morse  | Steve Morse  | Steve Morse  | Steve Morse  | Steve Morse  | Steve Morse  | Steve Morse  | Simon McBride |           |
| Jon Lord          | Jon Lord          | Jon Lord          | Jon Lord          | Jon Lord          | Jon Lord          | Jon Lord          | Jon Lord          | Jon Lord          | Jon Lord        | Jon Lord        | Jon Lord          | Jon Lord          | Jon Lord          | Jon Lord          | Jon Lord     | Jon Lord     | Jon Lord     | Don Airey    | Don Airey    | Don Airey    | Don Airey    | Don Airey    | Don Airey    | Don Airey     |           |

| MK I | MK II | MK III | MK IV | MK II | MK V | MK II | MK VI | MK VII | MK VIII |

|  | Álbum editado (en estudio) |

|  | Voz |  | Bajo |  | Batería |  | Guitarra |  | Órgano / Teclado |

### Estilo musical
El estilo musical de Deep Purple ha sufrido diversas modificaciones a lo largo de los años, debido a sus múltiples formaciones.
En su primera etapa, la banda tenía un toque de rock psicodélico, rock progresivo, proto hard rock y influencias de música clásica, de parte de Jon Lord, en cambio, en su segunda etapa, el sonido del grupo pasó a ser hard rock ya en serio, con rock progresivo, pero conservando sus influencias clásicas. La tercera, en cambio, tuvo un sonido más funk rock y vagamente R&B.

### Primera formación 1968 - 1969
- Rod Evans – voz
- Ritchie Blackmore – guitarra
- Jon Lord – órgano Hammond, teclados
- Ian Paice – batería, percusión
- Nick Simper – bajo

### Miembros actuales
- Ian Paice - batería, percusión (1968-1976, 1984-presente)
- Roger Glover - bajo (1969-1973, 1984-presente)
- Ian Gillan - voz, conga y armónica (1969-1973, 1984-1989, 1992-presente)
- Don Airey - teclados (2002-presente, como músico de apoyo: 2001-2002)
- Simon McBride - guitarra (2022-presente)

### Miembros anteriores

#### Vocalistas
- Rod Evans (1968-1969)
- Glenn Hughes (1973-1976)
- David Coverdale (1973-1976)
- Tommy Bolin (1975-1976, su muerte)
- Joe Lynn Turner (1989-1992)

#### Guitarristas
- Ritchie Blackmore (1968-1975, 1984-1993)
- Tommy Bolin (1975-1976, su muerte)
- Joe Satriani (1993-1994, fue músico de apoyo)
- Steve Morse (1994-2022)

#### Bajistas
- Nick Simper (1968-1969)
- Glenn Hughes (1973-1976)

#### Teclado
- Jon Lord (1968-1976, 1984-2002, murió en 2012)

## Giras
1. Deep Purple Debut Tour, 1968
2. Shades of Deep Purple Tour, 1968
3. The Book of Taliesyn Tour, 1968
4. Deep Purple European Tour, (pre-gira de In Rock) 1969-1970
5. In Rock World Tour, 1970-1971
6. Fireball World Tour, 1971-1972
7. Machine Head World Tour, 1972-1973
8. Deep Purple European Tour, 1974
9. Burn World Tour, 1974
10. Stormbringer World Tour, 1974-1975
11. Come Taste The Band World Tour, 1975-1976
12. Perfect Strangers World Tour, o Reunion Tour 1984-1985
13. The House of Blue Light World Tour, 1987-1988
14. Slaves and Masters World Tour, 1991
15. Deep Purple 25 Years Anniversary World Tour, o The Battle Rages on Tour, 1993
16. Deep Purple and Joe Satriani Tour, 1993-1994
17. Deep Purple Secret Mexican Tour (Gira corta de adaptación con Steve Morse), 1994
18. Deep Purple Secret USA Tour, 1994-1995
19. Deep Purple Asian & African Tour, 1995
20. Purpendicular World Tour, 1996-1997
21. A Band on World Tour, 1998-1999
22. Concerto World Tour, 2000-2001
23. Deep Purple World Tour, 2001-2003
24. Bananas World Tour, 2003-2005
25. Rapture of the Deep World Tour, 2006-2011
26. Deep Purple: The Songs That Built Rock Tour, 2011-2012
27. Now What?! World Tour, 2013-2014
28. Long Goodbye Tour, 2017-2019

## Discografía
- Shades of Deep Purple - 1968 (Blackmore-Evans-Paice-Simper-Lord)
- The Book of Taliesyn - 1968 (Blackmore-Evans-Paice-Simper-Lord)
- Deep Purple - 1969 (Blackmore-Evans-Paice-Simper-Lord)
- Deep Purple in Rock - 1970 (Blackmore-Gillan-Paice-Glover-Lord)
- Fireball - 1971 (Blackmore-Gillan-Paice-Glover-Lord)
- Machine Head - 1972 (Blackmore-Gillan-Paice-Glover-Lord)
- Who Do We Think We Are - 1973 (Blackmore-Gillan-Paice-Glover-Lord)
- Burn - 1974 (Blackmore-Coverdale-Paice-Hughes-Lord)
- Stormbringer - 1974 (Blackmore-Coverdale-Paice-Hughes-Lord)
- Come Taste the Band - 1975 (Bolin-Coverdale-Paice-Hughes-Lord)
- Perfect Strangers - 1984 (Blackmore-Gillan-Paice-Glover-Lord)
- The House of Blue Light - 1987 (Blackmore-Gillan-Paice-Glover-Lord)
- Slaves & Masters - 1990 (Blackmore-Turner-Paice-Glover-Lord)
- The Battle Rages On... - 1993 (Blackmore-Gillan-Paice-Glover-Lord)
- Purpendicular - 1996 (Morse-Gillan-Paice-Glover-Lord)
- Abandon - 1998 (Morse-Gillan-Paice-Glover-Lord)
- Bananas - 2003 (Morse-Gillan-Paice-Glover-Airey)
- Rapture of the Deep - 2005 (Morse-Gillan-Paice-Glover-Airey)
- Now What?! - 2013 (Morse-Gillan-Paice-Glover-Airey)
- Infinite - 2017 (Morse-Gillan-Paice-Glover-Airey)
- Whoosh! - 2020 (Morse-Gillan-Paice-Glover-Airey)
- Turning to Crime - 2021 (Morse-Gillan-Paice-Glover-Airey)
- =1 - 2024 (McBride-Gillan-Paice-Glover-Airey)